# تاريخ بغداد
تاريخ بغداد هو تاريخٌ يمتدُّ عبر العديد من العُصُور حيث شُيدت المدينة وبُنيت في عهد الدولة العباسيَّة، وأُطلِق عليها في القديم اسم «الزوراء» وأيضًا «مدينة السلام». وكانت بغداد ذات يومٍ عاصمة الدُنيا وحاضرة العالم الإسلامي في العصر الذهبي للإسلام، وقد ازدهرت حتى أصبحت أكبر مدينةٍ في العالم ومعقل العلم والأدب والثقافة والفُنُون.

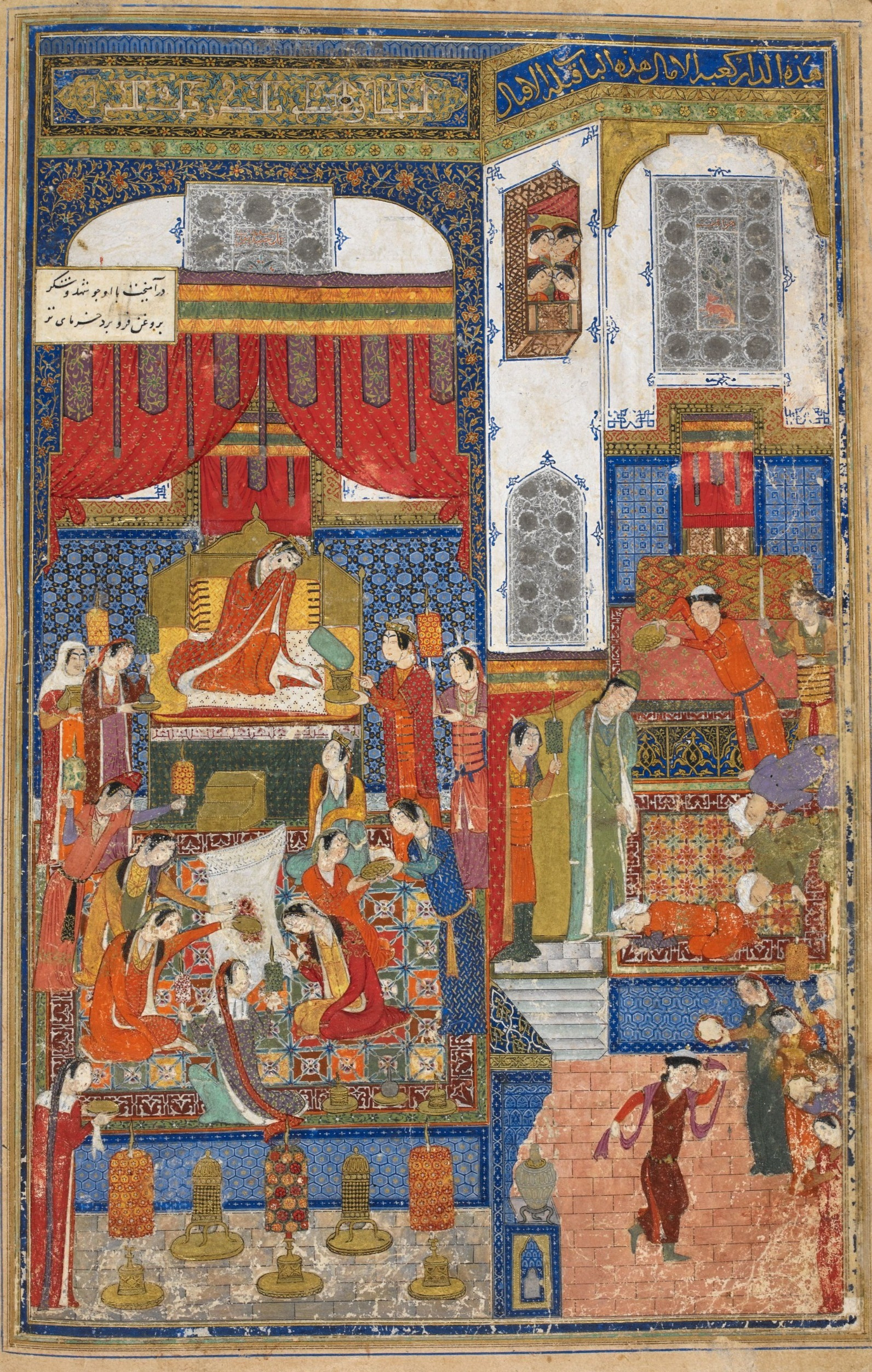
مُنمنمةٌ من بغداد في العصر الجلائري وقد كُتِب في الأعلى: «هَذِهِ الدَارُ كَعبَةُ الآمَالِ، هَذِهِ البَابُ قِبلَةُ الإِقبَالِ».

بنى بغداد الخليفة العبَّاسي أبو جعفر المنصور وسمَّاها مدينة المنصور وجعل لها أربعة أبوابٍ هي: «باب خراسان» وكان يُسمَّى باب الدولة، لإقبال الدولة العباسيَّة من خُراسان، و«باب الشام» وهو تلقاء بلاد الشام، ثم «باب الكوفة» وهو تلقاء مدينة الكوفة، ثم «باب البصرة» وهو تلقاء مدينة البصرة، وكان المنصُور قد اختار لها هذه البُقعة من الأرض على ضفَّتي نهر دجلة.
| تاريخ بغداد | مَن لَم يَرَ بَغدَاد، لَم يَرَ الدُنِيَا | تاريخ بغداد |
| — ابن خلدون |                              |             |

وتزخر بغداد بالكثير من المعالم التاريخيَّة والحضاريَّة، وأهمُّها المدرسة المستنصريَّة، والمساجد الإسلاميَّة القديمة، والقُصُور الأثريَّة، والمتحف الوطني الذي يضُم أهمَّ الآثار العربيَّة والبابليَّة والفارسيَّة، وبها عدد من المقامات الدينيَّة أهمُّها جامع الإمام الأعظم أبي حنيفة النعمان في مدينة الأعظميَّة على جانب الرصافة من بغداد، ومقاما الإمامين مُوسى الكاظم ومُحمَّد الجواد  في مدينة الكاظميَّة على جانب الكرخ من بغداد، ومقام الشيخ عمر السُهروردي، ومسجد الشيخ معروف الكرخي، وجامع الخُلفاء الأثري العباسي المعروف قديمًا بِجامع القصر أو جامع الخليفة إضافةً إلى جامع الحيدرخانة وهو من أتقن جوامع بغداد صنعةً وإحكامًا.
ومن شواهدها الآثار الإسلاميَّة التي تتمثَّل في بقايا سُور بغداد ودار الخلافة العباسيَّة ومقر المعتصم بالله ومسجده الشهير وتحتوي بغداد على القصر العباسي والمدرسة النظاميَّة والمدرسة المُستنصريَّة والمدرسة المرجانيَّة.

## خلفية تاريخية

### بُعَيد الفتح الإسلامي
سنة 13هـ الموافقة لسنة 634م فتح المسلمون للعراق ودخولهم قرية سوق بغداد على عهد الخليفة أبو بكر الصديق.

### أمر أبي جعفر العباسي ببناء المدينة
وكان سبب ذلك أن أبو جعفر المنصور بنى فيما ذكر حين أفضى الأمر إليه الهاشمية قبالة مدينة ابن هبيرة بينهما عرض الطريق وكانت مدينة ابن هبيرة التي بحيالها مدينة أبي جعفر الهاشمية إلى جانب الكوفة وبنى المنصور أيضا مدينة بظهر الكوفة سماها الرصافة فلما ثارت طائفة الراوندية بأبي جعفر في مدينته التي تسمى الهاشمية وهي التي بحيال مدينة ابن هبيرة كره سكناها لاضطراب من اضطرب أمره عليه من الراوندية مع قرب جواره من الكوفة ولم يأمن أهلها على نفسه فأراد أن يبعد من جوارهم فذكر أنه خرج بنفسه يرتاد لها موضعا يتخذه مسكنا لنفسه وجنده ويبتني به مدينة فبدأ فانحدر إلى جرجرايا ثم صار إلى بغداد ثم مضى إلى الموصل ثم عاد إلى بغداد فقال هذا موضع معسكر صالح هذه دجلة ليس بيننا وبين الصين شيء، يأتينا فيها كل ما في البحر، وتأتينا الميرة من الجزيرة وأرمينية وما حول ذلك وهذا الفرات يجيء فيه كل شيء من الشام والرقة وما حول ذلك فنزل وضرب عسكره على الصراة وخط المدينة ووكل بكل ربع قائدا.

## أبواب المدينةوأسوارها

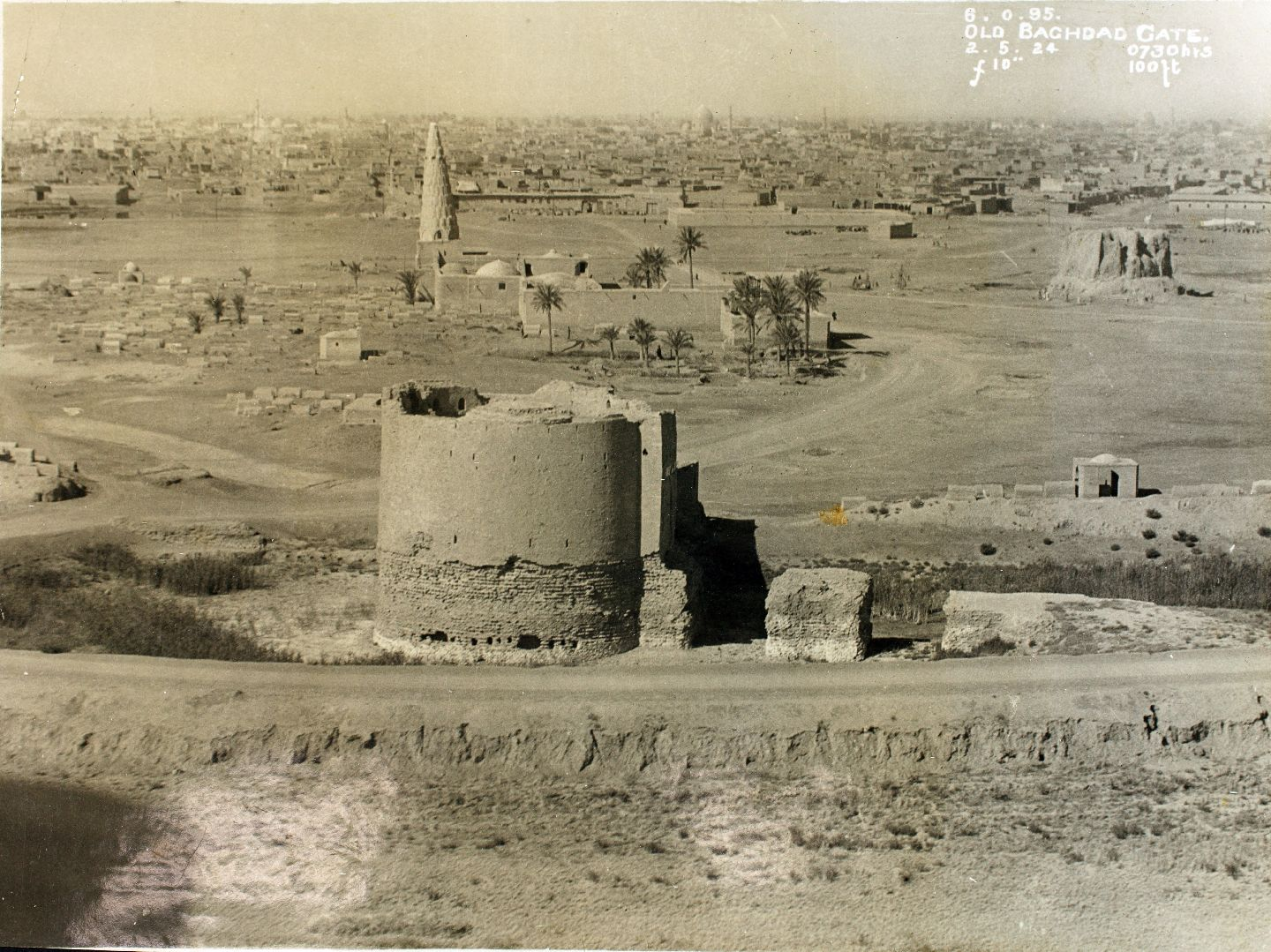
جامع الشيخ عمر السهروردي في عام 1912

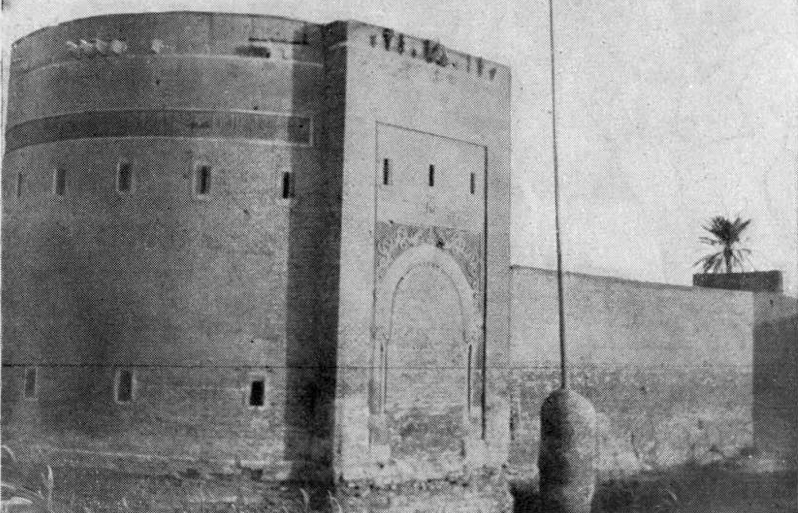
مشهد بوابة بغداد في عام 1918

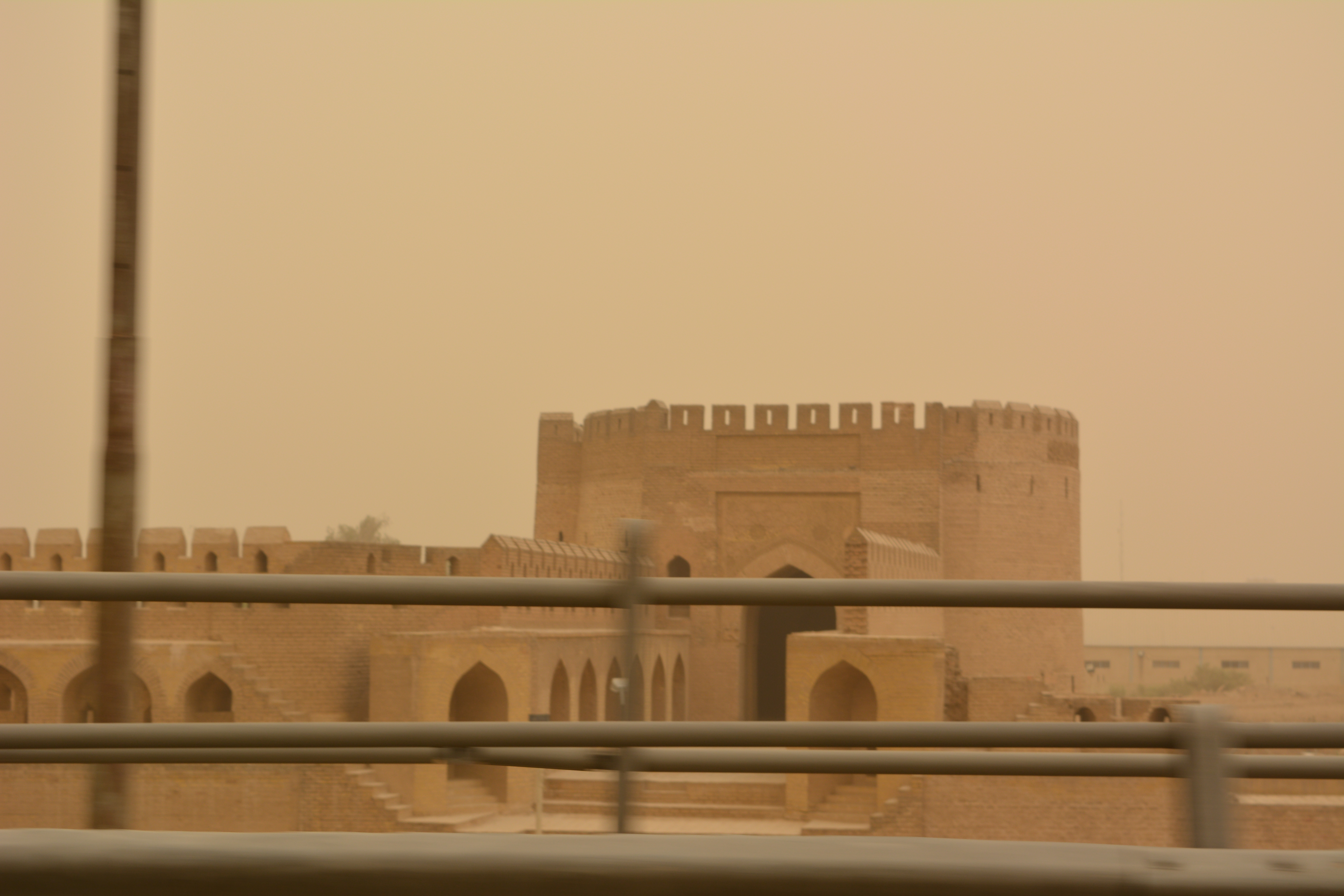
الباب الوسطاني من بقايا سور بغداد الأثري

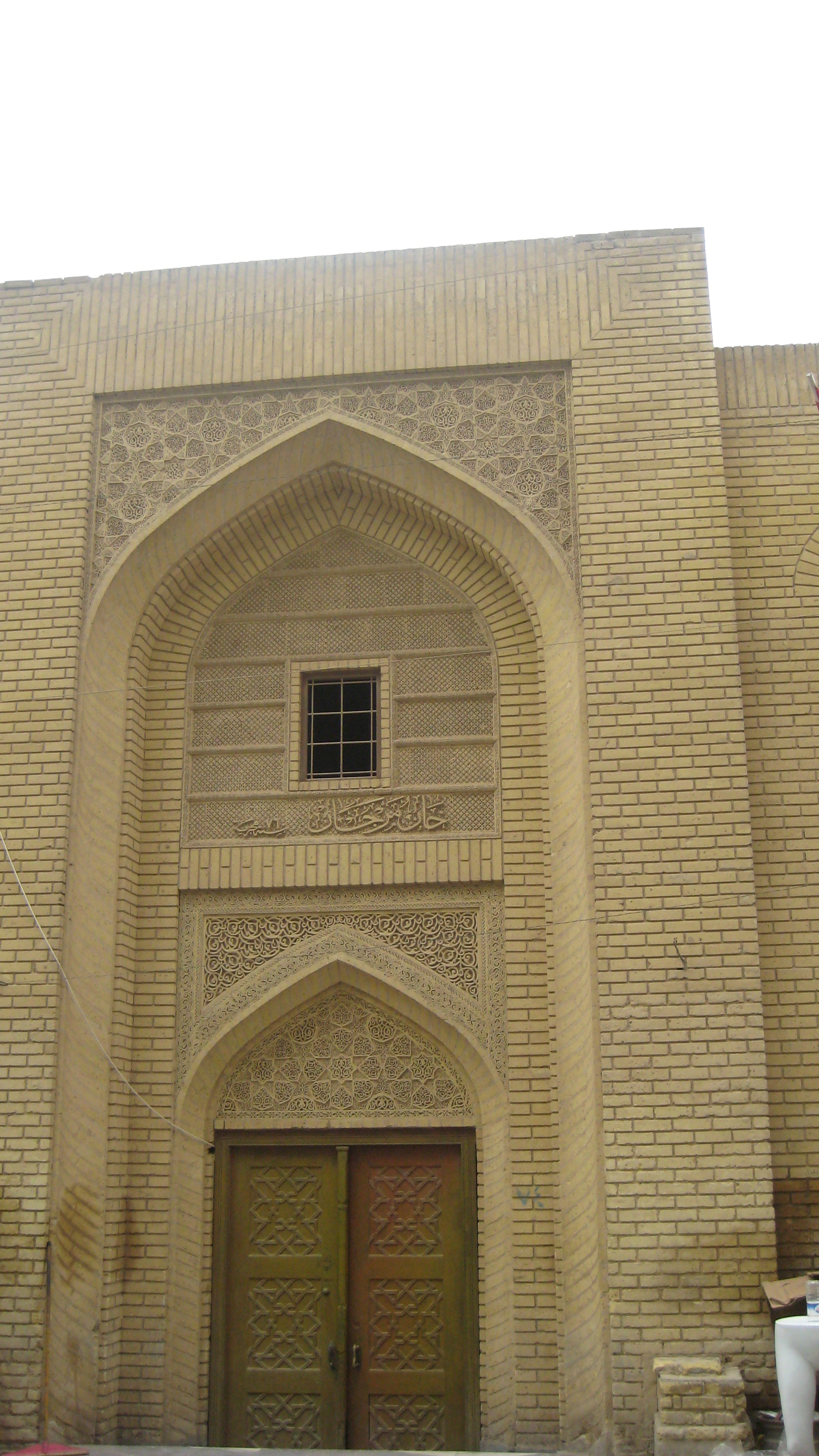
بوابة خان مرجان الأثرية

وذكر أن أبا جعفر احتاج إلى الأبواب للمدينة فزعم أبو عبد الرحمن الهماني أن سليمان بن داود كان قد بنى مدينة بالقرب من موضع بناء الحجاج مدينة واسط، لها خمسة أبواب من حديد لا يمكن الناس اليوم عمل مثلها فنصبها عليها فلم تزل عليها إلى أن بنى الحجاج واسطا، وخربت تلك المدينة فنقل الحجاج أبوابها فصيرها على مدينته بواسط فلما بنى أبو جعفر المدينة أخذ تلك الأبواب فنصبها على المدينة فهي عليها إلى اليوم وللمدينة ثمانية أبواب أربعة داخلة وأربعة خارجة فصار على الداخلة أربعة أبواب من هذه الخمسة وعلى باب القصر الخارج الخامس منها وصير على باب خراسان الخارج بابا جيء به من بلاد الشام، وصير على باب الكوفة الخارج بابا جيء به من الكوفة كان من صنع وعمل خالد بن عبد الله القسري وأمر باتخاذ باب لباب الشام فعمل ببغداد، وبنيت المدينة مدورة لئلا يكون الملك إذا نزل وسطها إلى موضع منها أقرب منه إلى موضع وجعل أبوابها أربعة على تدبير العساكر في الحروب وعمل لها سورين فالسور الداخل أطول من السور الخارج وبنى قصره في وسطها والمسجد الجامع حول القصر.
وذكر أن الحجاج بن أرطأة هو الذي خط مسجد جامعها بأمر أبي جعفر ووضع أساسه وقيل إن قبلتها على غير صواب وإن المصلي فيه يحتاج أن ينحرف إلى باب البصرة قليلا لإن قبلة مسجد الرصافة أصوب من قبلة مسجد المدينة ولأن مسجد المدينة بنى على القصر ومسجد الرصافة بني قبل القصر وبني القصر عليه فلذلك صار كذلك.

## العصر العباسي

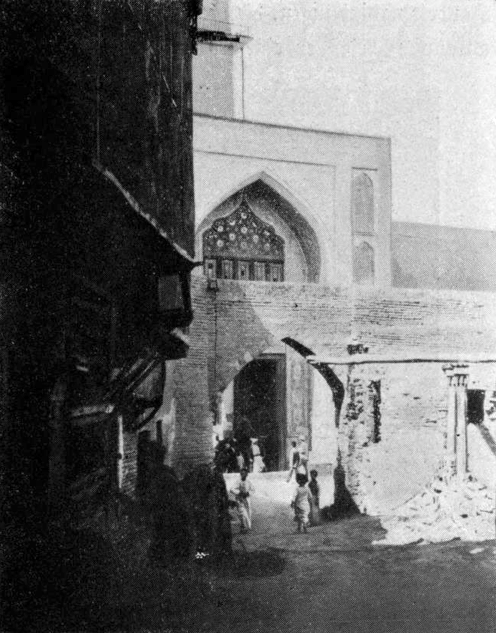
مشهد لباب الحضرة الكاظمية في عام 1918

141هـ، 758م تخطيط مدينة المنصور المدورة في غربي بغداد الحالية قرب الكاظمية.
145هـ، 762م تأسيس مدينة المنصور المدورة وبناء جامع المنصور وقصر الذهب.
146هـ، 763م نقل بيت المال والدواوين من الكوفة إلى المدينة المدورة.
149هـ، 766م إتمام بناء مدينة المنصور المدورة.
150هـ، 767م وفاة جعفر أكبر أبناء المنصور ودفنه في مقابر قريش في موضع الحضرة الكاظمية حاليا.
150هـ، 767م وفاة الإمام أبي حنيفة النعمان ودفنهِ في مقبرة الخيزران (جامع الإمام الأعظم حالياً).
151هـ، 768م تأسيس الرصافة ووضع أسس جامع الرصافة وقصر الرصافة.
157هـ، 774م إنشاء أبو جعفر المنصور لقصر الخلد على ضفاف نهر دجلة من الجانب الغربي.
158هـ، 775م ذهاب أبو جعفر المنصور للحج وقبل وصوله لمكة تمرض وتوفي قبل دخولها.

### بعد وفاة أبو جعفر المنصور

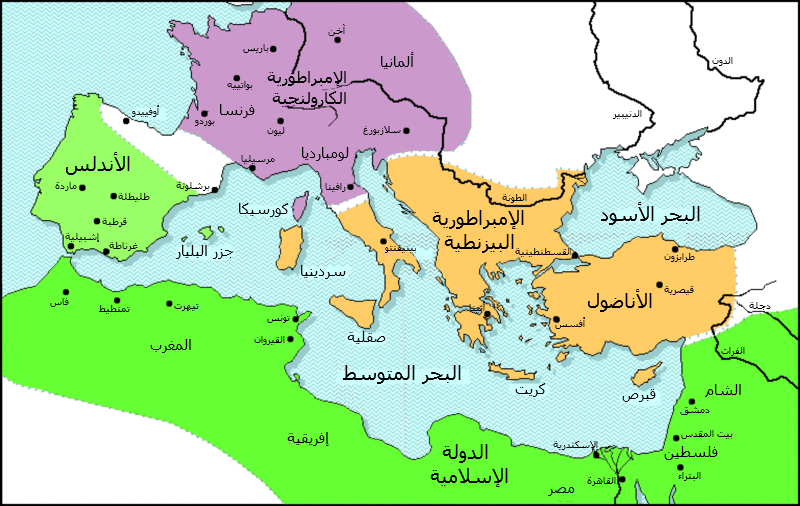
رسم يوضح الممالك الكبرى الأربعة في عام 800 بعد الميلاد: الدولة العباسية وعاصمتها بغداد باللون (الأخضر) والدولة الأموية (أخضر فاتح) في الأندلس، وإمبراطورية شارلمان (بنفسجي)، والدولة البيزنطية (بني).

في حكم الخليفة العباسي هارون الرشيد ازدهرت مدينة بغداد وأصبحت مركز العلوم والمعرفة

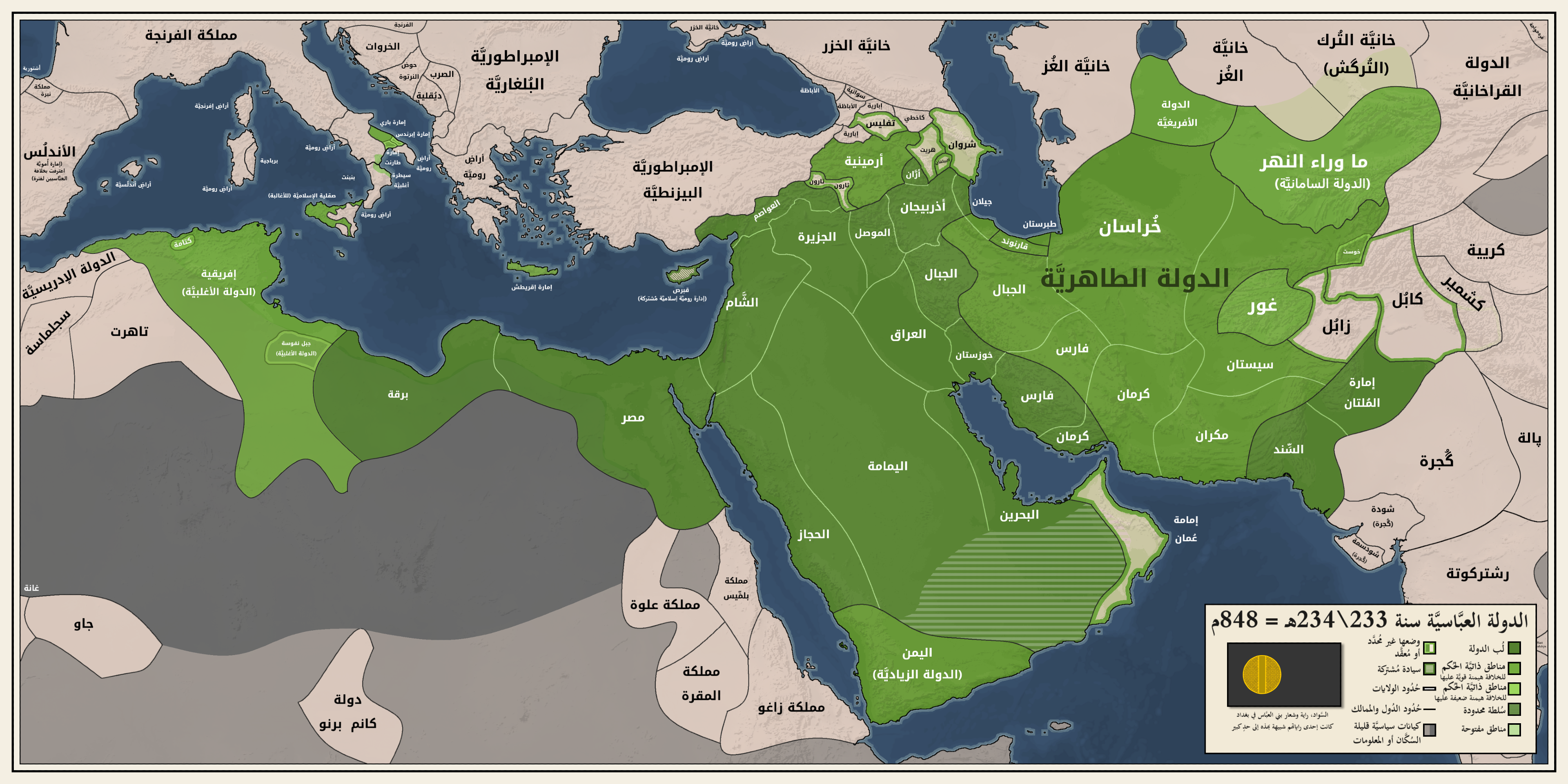
خارطة الدولة العباسية في عهد الخليفة هارون الرشيد

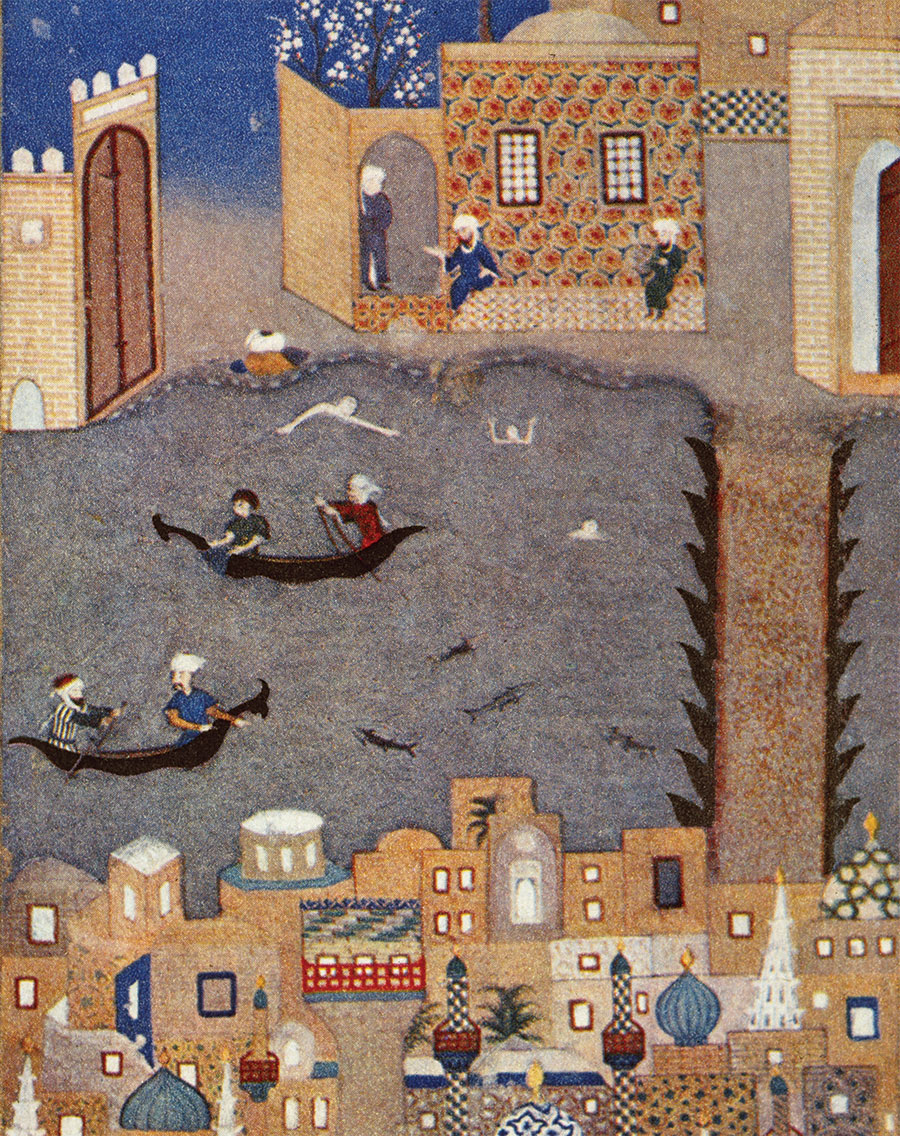
منمنمة تصور فيضانات بغداد

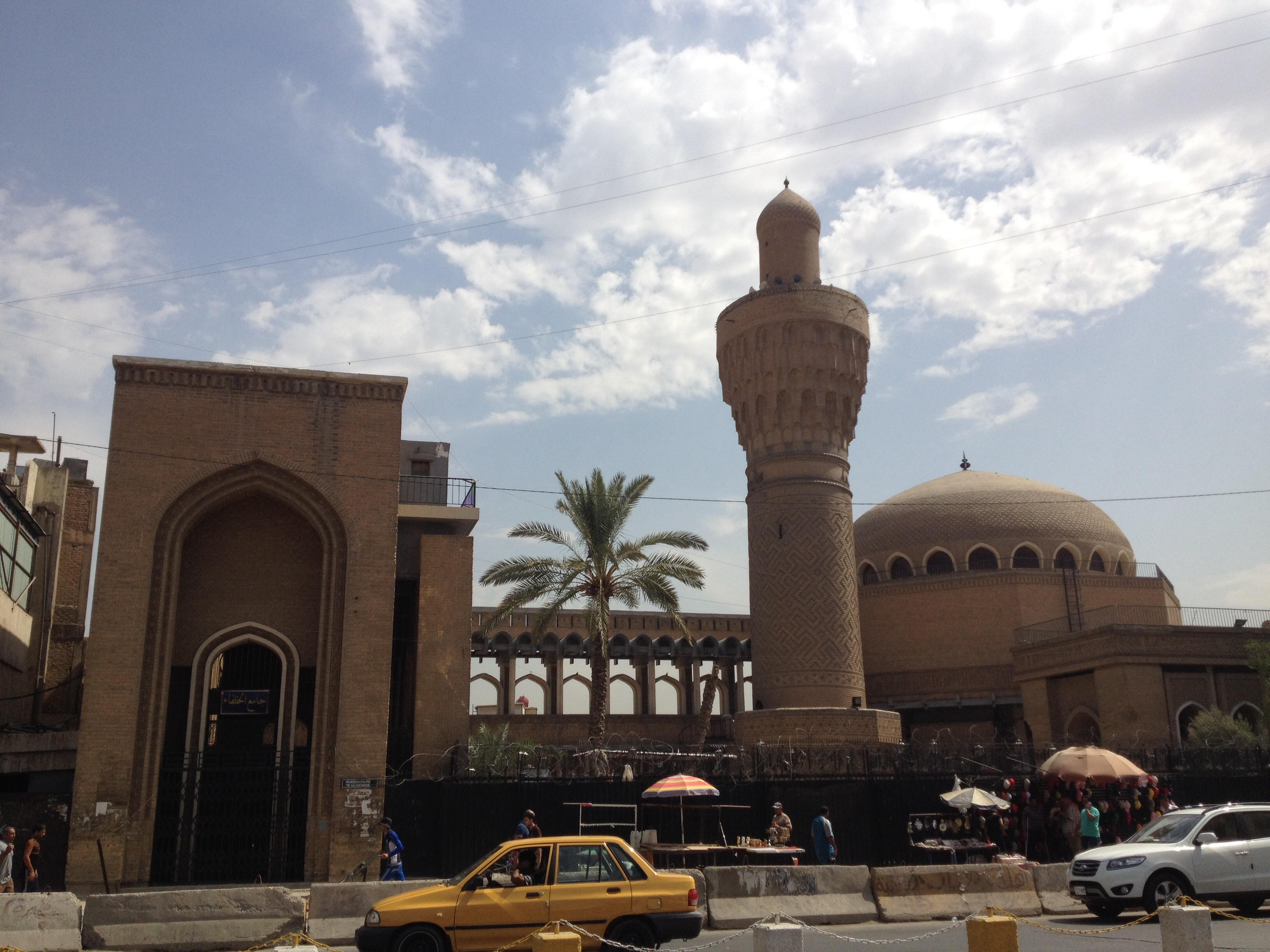
صورة جامع الخلفاء ومئذنته التاريخية وهي الأثر الوحيد الباقي من آثار الدولة العباسية في بغداد ويقع في شارع الجمهورية

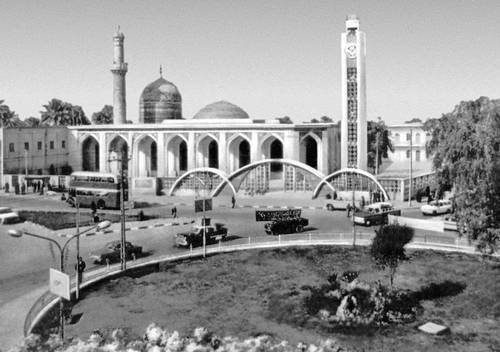
مشهد جامع الإمام الأعظم في الستينيات ويقع في مقبرة الخيزران

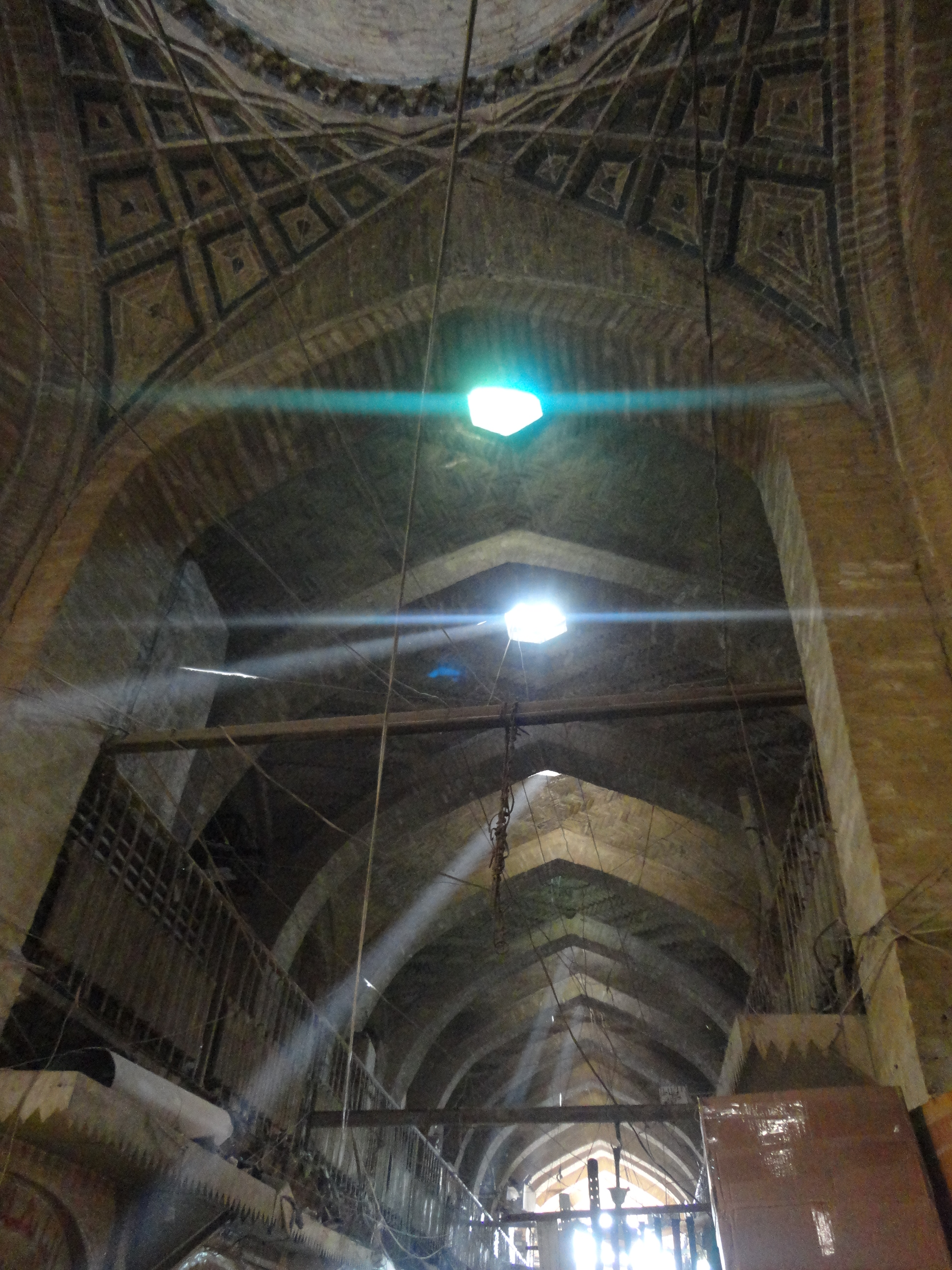
سوق السراجين في بغداد

158-169هـ، 775-785م بناء دار الروم وكنيستها وديرها الواقع في محلة دار الروم شرقي الصليخ الحالية، في الجانب الشرقي من بغداد.
159هـ، 776م إنجاز بناء الرصافة في موضع جنوبي الأعظمية الحالية. والأنتهاء من بناء جامع الرصافة في موقع جنوبي مقبرة الخيزران.
170-193هـ، 786-809م تأسيس جعفر البرمكي القصر الجعفري في الجانب الشرقي، وتشييد هارون الرشيد قصر القرار في الجانب الغربي.
173هـ، 789م، وفاة الخيزران والدة هارون الرشيد، وتم دفنها في مقبرة الخيزران التي سميت باسمها.
182هـ، 798م وفاة قاضي القضاة أبي يوسف يعقوب ودفنه بمقابر قريش، (الحضرة الكاظمية)حاليا.
183هـ، 799م وفاة الإمام موسى الكاظم ودفنه في مقابر قريش.(الحضرة الكاظمية)حالياً.
186هـ، 802م ارتفاع مياه نهر دجلة وتهديدها لبغداد بالغرق.
192-193هـ، 807-808م مرمة بناء جامع المنصور وكتابة اسم هارون الرشيد عليه.
193-198هـ، 808-813م إنشاء محمد الأمين لقصر الزندورد في الجانب الشرقي.
198هـ،813م حصار بغداد في عهد الخليفة العباسي الأمين.
198-218هـ، 813-833م إتمام القصر الجعفري المسمى بعد ذلك (القصر الحسني والدار الحسنية) في الجانب الشرقي.
200هـ، 815م وفاة الشيخ معروف الكرخي ودفنه في مقبرة باب الدير العتيقة، (مقبرة الشيخ معروف حالياً).
215هـ، 830م زيادة ماء دجلة وأرتفاع مياهه قطع الجسور وهدد بغداد بالغرق.
216هـ، 831م وفاة زبيدة زوج هارون الرشيد وتم دفنها في مقابر قريش (الحضرة الكاظمية) حاليا.
218-221هـ، 833-836م إنشاء المعتصم قصره في الجانب الشرقي.
219هـ، 834م وفاة الإمام محمد الجواد وتم دفنه في مقابر قريش (الحضرة الكاظمية) حالياً.
221هـ، 836م انتقال الخلافة العباسية من بغداد إلى سامراء.
241هـ، 855م وفاة الإمام أحمد بن حنبل وتم دفنه في مقبرة باب حرب في غربي بغداد، فوق مقابر قريش في منطقة الكاظمية.
251هـ، 865م إنشاء سور الخليفة المستعين بالله الدفاعي الحربي حول بغداد بجانبيها الشرقي والغربي، وحصار بغداد في عهد المستعين بالله.
256هـ، 870م مرمة القصر الحسني وتجديد ما تهدم منه.

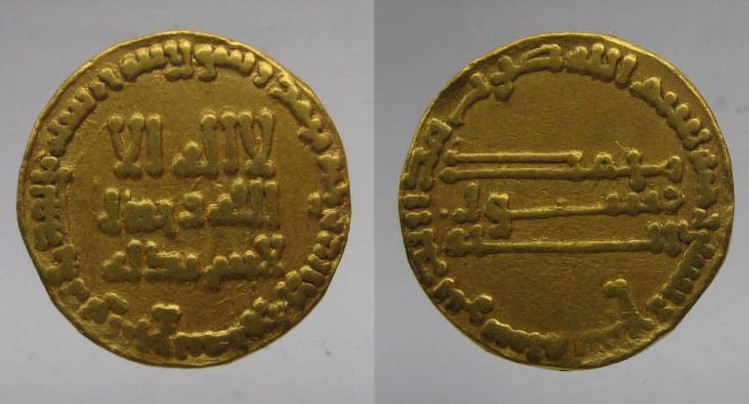
دينار ضُرب في عهد الخليفة المهدي بالله عام 167 هـ/783 م

279هـ، 892م إعادة مقر الخلافة إلى بغداد.
279-289هـ، 892-902م مباشرة بناء قصري الثريا والفردوس في الجانب الشرقي وتوسيع القصر الحسني.
280هـ، 893م إضافة (الصحن الأول) إلى جامع مدينة المنصور المدورة.
289-295هـ، 902-908م إنشاء جامع الخليفة (جامع الخلفاء في محلة سوق الغزل) وإنجاز بناء قصر التاج.
290هـ، 902م وفاة عبد الله بن أحمد بن حنبل ودفنه في مقبرة باب التبن في غربي بغداد.
292هـ، 904م غرق معظم بغداد وانهدام المنازل على شاطيء نهر دجلة.
295-320هـ، 908-932م إنشاء حير الوحوش (حديقة الحيوانات) ودار الشجرة في الجانب الشرقي، هدم جامع براثا في غربي بغداد نتيجة الفتنة المذهبية والطائفية، إنشاء قصر الجوسق المحدث في الجانب الشرقي.
298هـ، 910م وفاة الشيخ جنيد البغدادي ودفنه في مقبرة الشونيزية (مقبرة الشيخ جنيد حاليا).
316هـ، 928م ارتفاع وزيادة مستوى مياه نهر دجلة زيادة مفرطة قطعت الجسور وأغرقت جماعة من الجسارين، وهددت بعض مناطق بغداد بالغرق.
320هـ، 932م انهدام قسم من سور المدينة المدورة (مدينة المنصور).
329هـ، 941م غرق المدينة المدورة، وأبنية نهر الصراة، وسقوط رأس قبة قصر باب الذهب أي القبة الخضراء، وإعادة بناء وتعمير جامع براثا.
333هـ، 945م غرق المدينة المدورة وانهدام طاقات باب الكوفة.
334هـ، 946م استيلاء معز الدولة البويهي على بغداد (بداية الدور البويهي).
334-363هـ، 946-974م مباشرة إنشاء دار الطواويس والدار المربعة والدار المثمنة الأولى، في الجانب الشرقي.
350هـ، 961م إنشاء الدار المعزية ومُسنّاتها في محلة باب الشماسية أي منطقة الصليخ القديم الحالية في شرق دجلة.
368هـ، 978م طغيان نهر دجلة وغرق عدة محلات.
371هـ، 981م إتمام إنشاء المارستان العضدي على نهر دجلة بالجانب الغربي قرب الجسر.
383هـ، 993م إنشاء جسر سوق الثلاثاء في أعلى دار مؤنس المظفر (المحاكم المدنية حاليا).
401هـ، 1010م فيضان نهر دجلة ودخول المياه أكثر أراضي الدور الشاطئية ودار الرقيق وغيرها كباب التبن وباب الشعير.

### بداية عهدالسلاجقةونهاية الدور البويهي

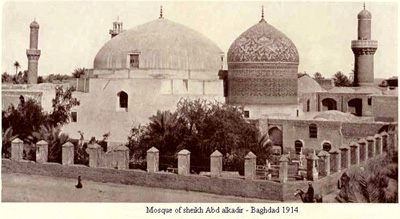
صورة مبنى الحضرة القادرية في عام 1914

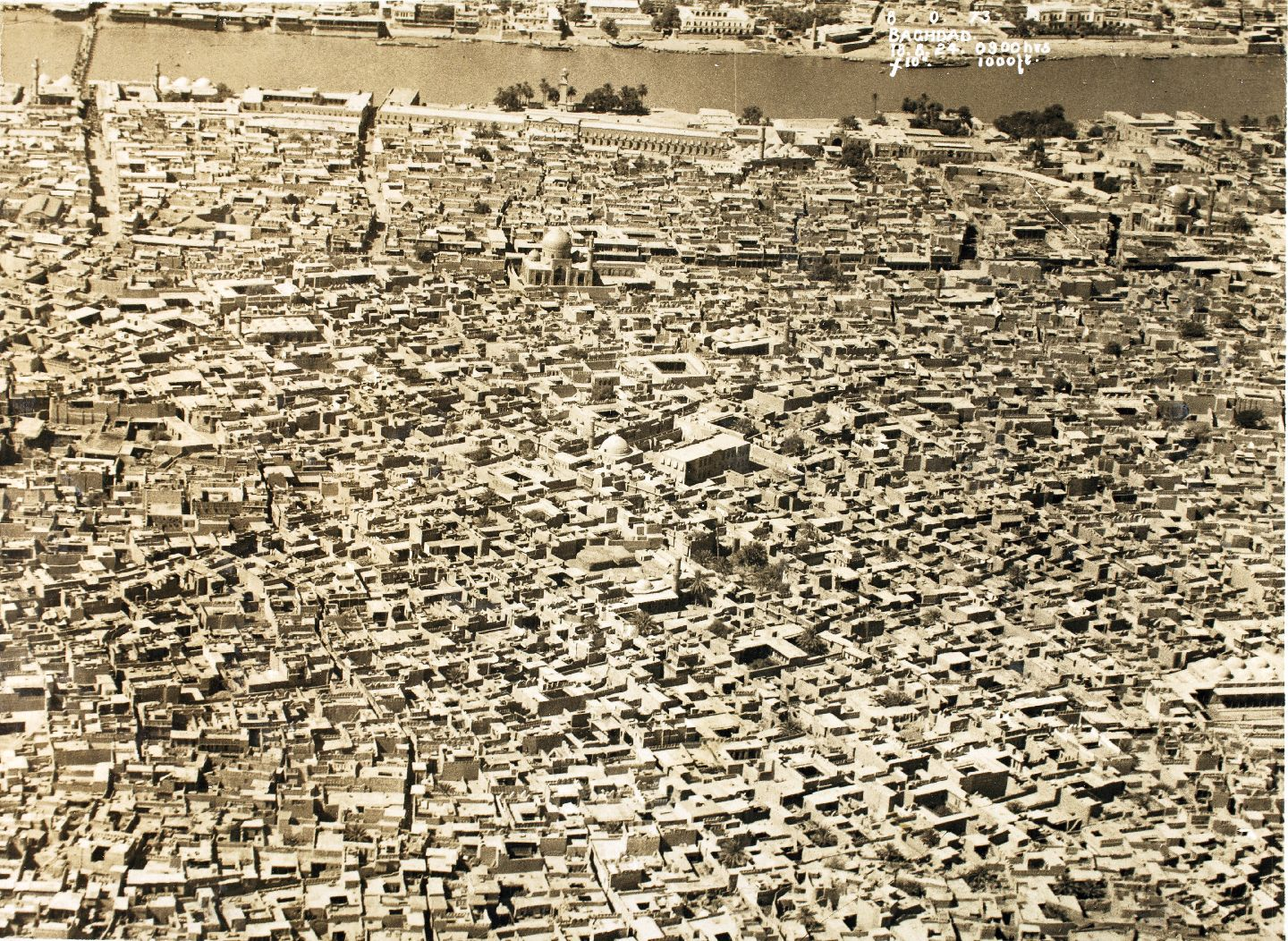
مشهد لجانب الرصافة من بغداد في عام 1924

صورة لمدينة بغداد وتظهر الحضرة القادرية وسط المساكن عام 1925

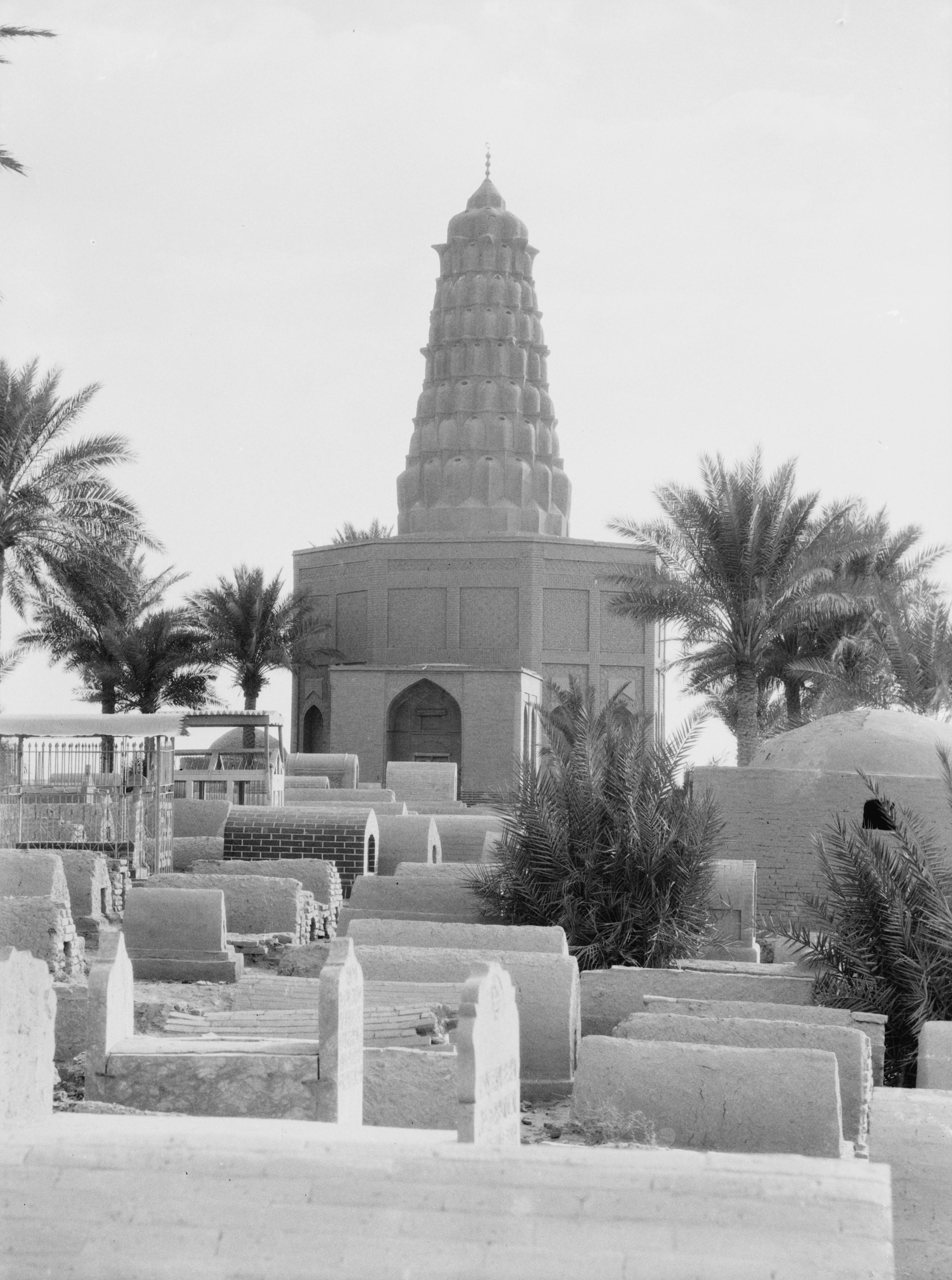
مرقد السيدة زمرد خاتون أم الناصر لدين الله العباسي في وسط مقبرة الشيخ معروف

447هـ، 1055م استيلاء طغرل بك السلجوقي على بغداد.
ك450هـ، 1085م تدوين الخطيب البغدادي لكتابهِ تأريخ بغداد.
457هـ، 1065م تأسيس المدرسة النظامية في الجانب الشرقي.
466هـ، 1074م غرق بغداد الشرقية والجانب الغربي، تصدع بنيان المارستان العضدي.
482هـ، 1089م إنشاء المدرسة التاجية في الجانب الشرقي.
485هـ، 1092م شروع ملك شاه السلجوقي في تشييد جامع السلطان في محلة المخرم (العلوازية).
488هـ، 1095م الشروع في إنشاء السور الكبير لبغداد الشرقية.
502هـ، 1108م زيادة نهر دجلة وغرق محلات حول حريم دار الخلافة العباسية.
504هـ، 1110م مرمة بناء المدرسة النظامية وإكمال إنشاء السور الكبير لبغداد الشرقية.
517هـ، 1123م بناء سور بغداد الشرقية وهو السور المقدم ذكر الشروع في بناءه.
518هـ، 1124م إنشاء الخليفة الفضل المسترشد بالله للدار المثمنة الثانية وهي التي جلس فيها هولاكو بعد فتحه بغداد.
524هـ، 1129م إتمام عمارة جامع السلطان.
530هـ، 1136م حصار السلطان مسعود بن محمد بن ملكشاه، في عهد الخليفة منصور الراشد بالله، وخلافة المقتفي لأمر الله.
547هـ، 1152م انتهاء دور السيادة السلجوقية بالعراق بموت السلطان مسعود بن محمد بن ملكشاه.
549هـ، 1154م احتراق قصر التاج.
552هـ، 1157م حصار السلطان محمد السلجوقي لبغداد، على عهد الخليفة المقتفي لأمر الله.
554هـ، 1159م غرق بغداد الشرقية ومحلات من محال الجانب الغربي.
561هـ، 1165م وفاة الشيخ عبد القادر الجيلاني ودفنه في باب الحلبة بموضع تربته الحالية المسماة بالحضرة القادرية.
564هـ، 1168م غرق بغداد الشرقية.
568هـ، 1172م إصلاح السور الكبير لبغداد الشرقية.
569هـ، 1174م غرق بغداد الغربية ومنها المارستان العضدي.
575هـ، 1180م خلافة الخليفة الناصر لدين الله أحمد بن الحسن المستضيء بأمر الله.
580هـ، 1184م زيارة الرحالة والمؤرخ ابن جبير الأندلسي لبغداد.

### نهاية العهد السلجوقي

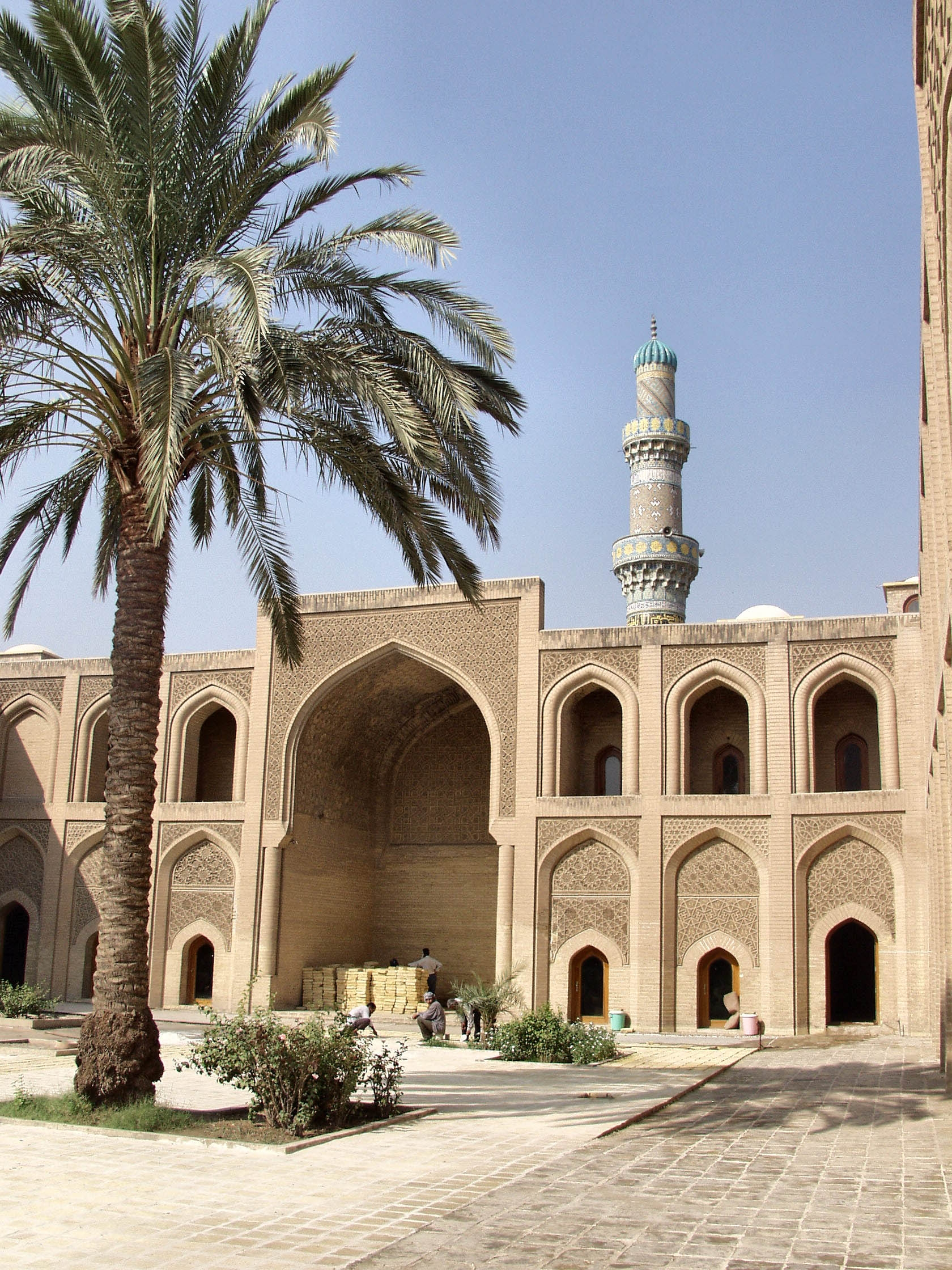
مبنى المدرسة المستنصرية الأثري التاريخي في بغداد الذي بني عام 630هـ، 1232م

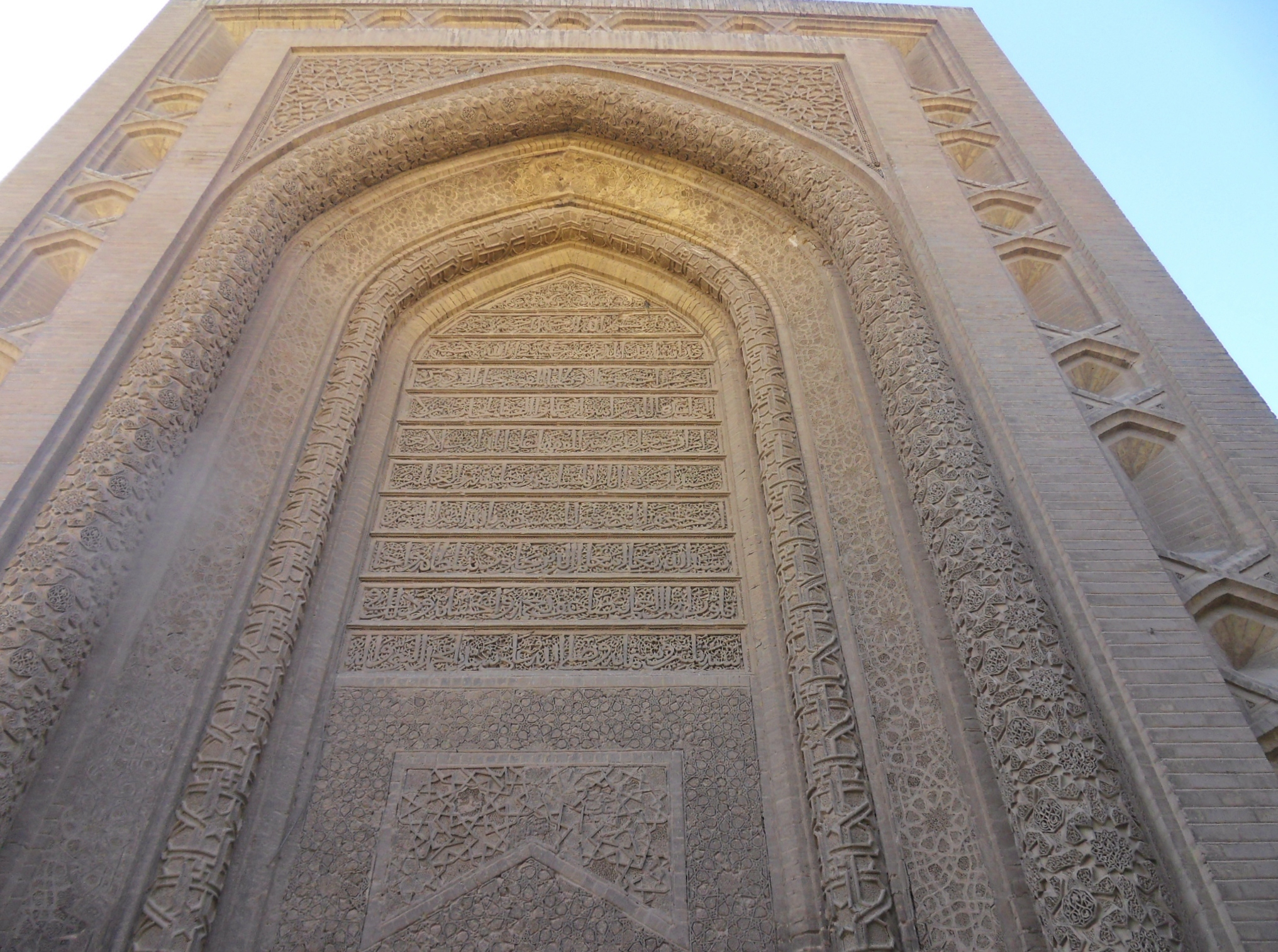
خط عربي منقوش على جدران المدرسة المستنصرية

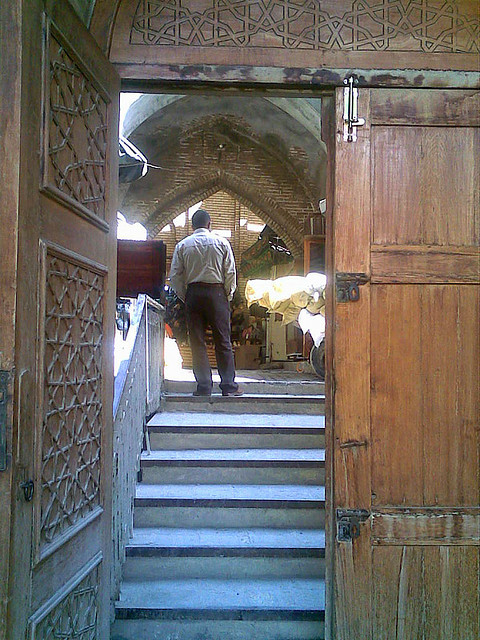
الباب الخشبية الأثرية للمدرسة المستنصرية

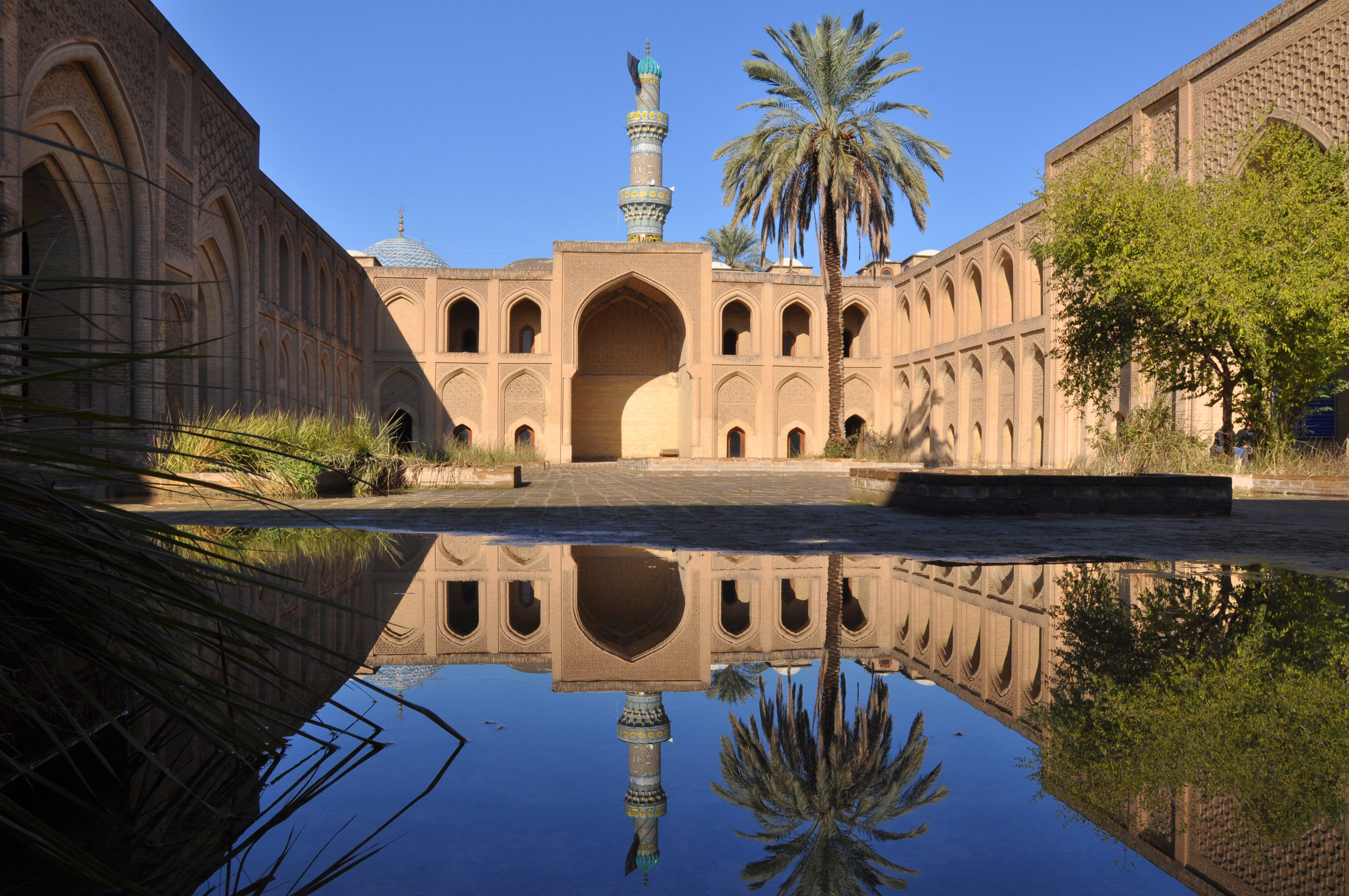
الفناء الداخلي للمدرسة المستنصرية في بغداد

583هـ، 1187م هدم الخليفة الناصر لدين الله قصور السلاجقة بالمخرم لمحو أثرهم، وابتداء صفحة جديدة من سمو الخلافة وقوتها.
593هـ، 1196م إصلاح الناصر لدين الله سور بغداد الشرقية تجديدا ومرمة.
614هـ، 1217م غرق بغداد الشرقية والغربية بطوفان فظيع.
618هـ، 1221م إنجاز بناء باب الحلبة (باب الطلسم) في سور بغداد الشرقية قرب المقبرة الوردية.
627هـ، 1229م إنجاز بناء سور الرصافة بالآجر.
630هـ، 1232م إتمام بناء مبنى المدرسة المستنصرية في الجانب الشرقي من بغداد.
635هـ، 1237م طغيان نهر دجلة وغرق بغداد بجانبيها.
641هـ، 1243م غرق بغداد الشرقية وخراب محلات من محالها.
646هـ، 1248م غرق بغداد الشرقية.
653هـ، 1255م غرق بغداد الغربية.
654هـ، 1256م غرق المدينة بجانبيها.

### نهاية الحكم العباسي، وبداية الحكم الأيلخاني المغولي

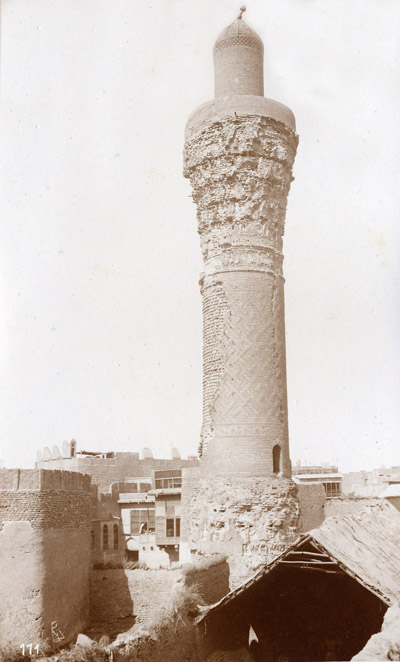
مئذنة جامع الخلفاء في سوق الغزل كما صورها مصور ألماني خلال زيارته للعراق عام 1911م، وهي أقدم منارة باقية في بغداد حيث أن المنارة الظاهرة في الصورة قد بناها ابن هولاكو خلال القرن الثالث عشر ميلادي بعد أن كانت قد تدمرت عند دخول جيش المغول بغداد

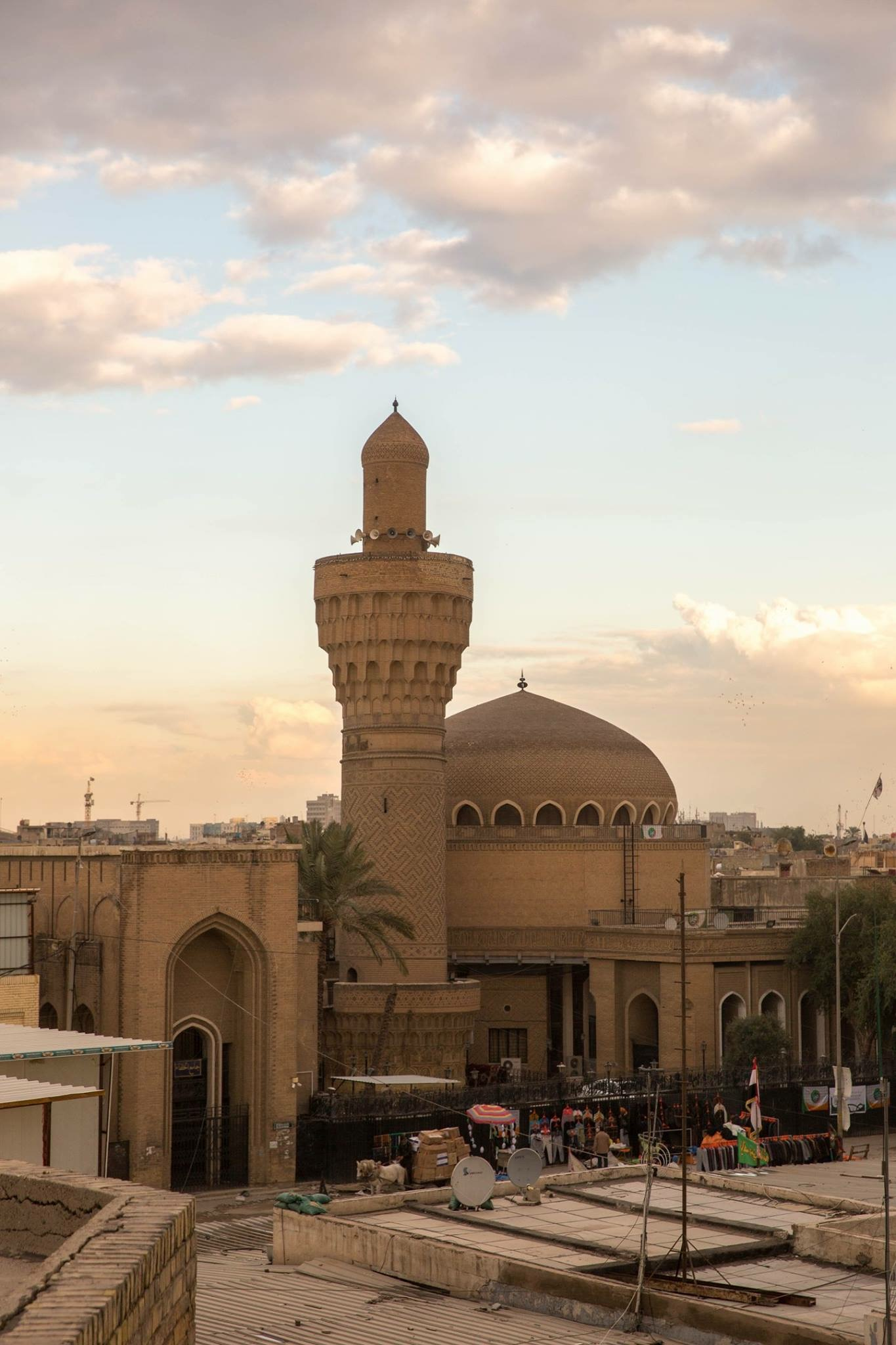
مبنى جامع الخلفاء في بغداد مع مأذنته الأثرية كما يبدو في عام 2016

656هـ، 1258م احتلال هولاكو لبغداد وسقوطها في (10 شباط) ونهاية الحكم العباسي وبداية المغولي الإيلخاني.
670هـ، 1271م سقوط منارة جامع الخليفة (جامع الخلفاء في سوق الغزل حاليا).
678هـ، 1279م إعادة إعمار وإنشاء منارة جامع الخليفة (جامع الخلفاء في سوق الغزل حاليا).
683هـ، 1284م غرق قسم من الجانب الغربي من بغداد.
725هـ، 1324م غرق بغداد بجانبيها وخراب محلات فيها.
727هـ، 1327م زيارة ابن بطوطة لبغداد.

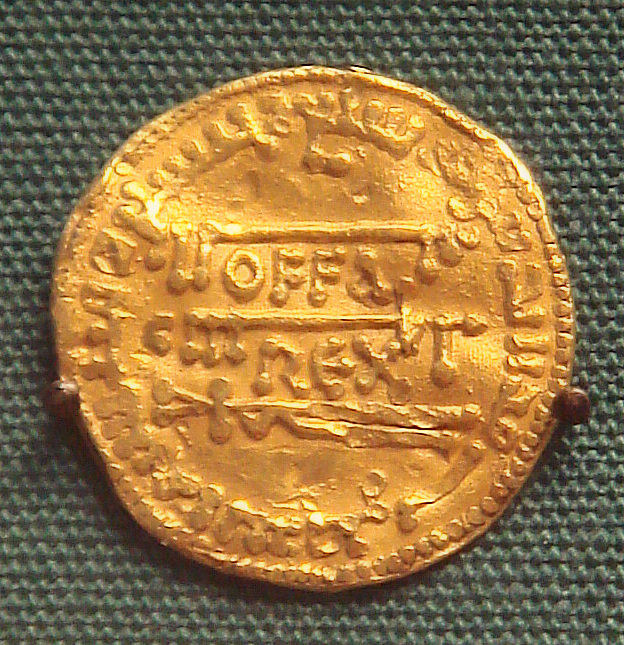
دينار ذهبي للملك أوفا، نسخ من دينار الخلافة العباسية (774)؛ ويشتمل علي النص العربي محمدا رسول الله.

## العصر الجلائري

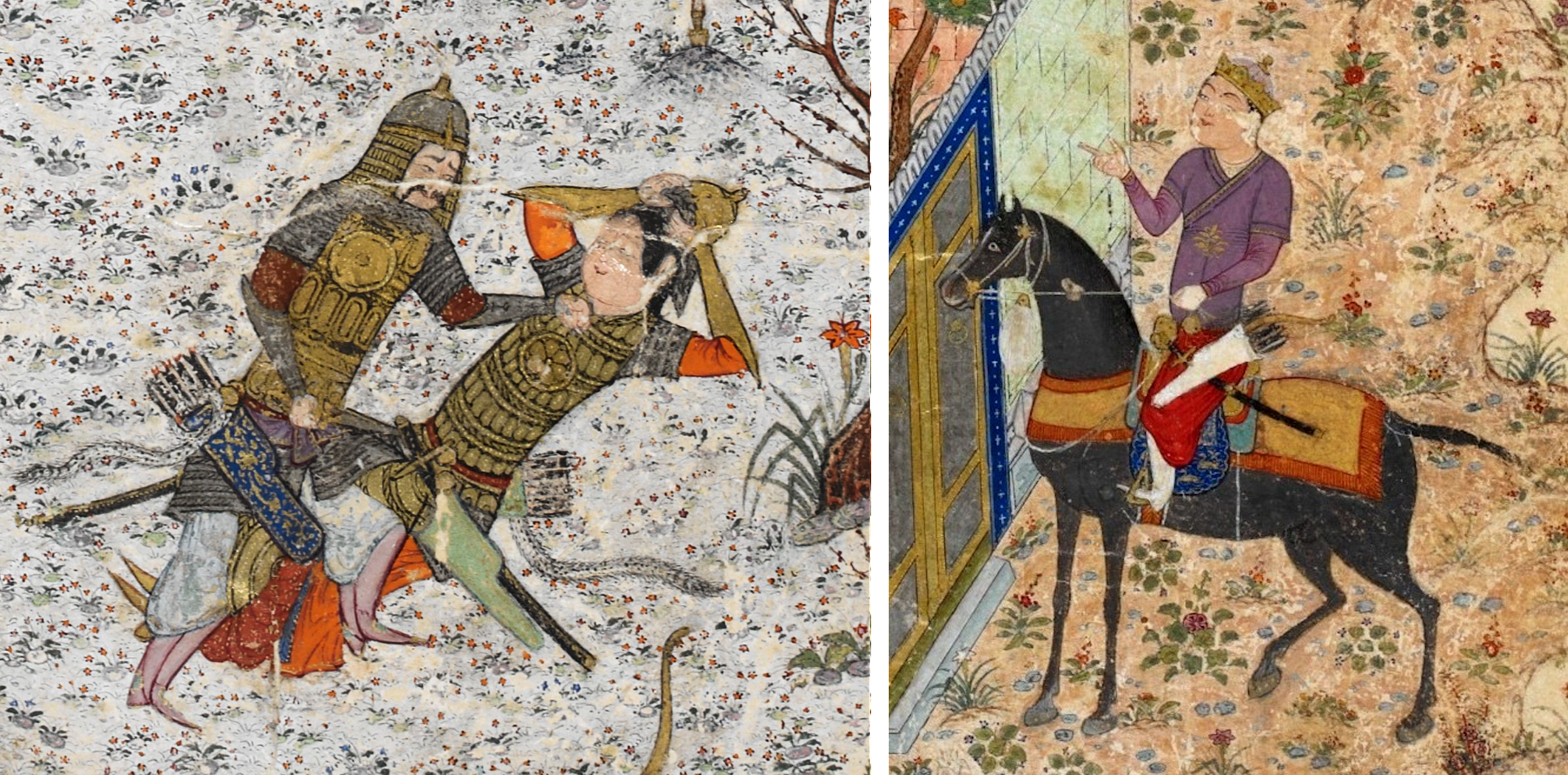
رسومٌ للفنان «الجنيد» من بغداد إبان الفترة الجلائريَّة التي ازدهرت فيها الفُنُون والثقافة.

- 735هـ المُوافق فيه 1335م: السُلطان «حسن بزرك» أو «حسن الكبير» يُقيم السلطنة الجلائريَّة في بغداد بُعَيد انتصاره على مُنافسيه.
- 757هـ المُوافق فيه 1356م: السُلطان «مُعز الدين أويس» يجلس على عرش السلطنة الجلائريَّة في بغداد بعد وفاة أبيه السُلطان حسن الكبير، وتشهد بغداد في عهده نهضةً كُبرى.
- ق. 759هـ المُوافق فيه 1358م: انتقال عاصمة السلطنة من بغداد إلى تبريز بعد فتحها على يد السُلطان «معز الدين أويس».
- 789هـ الموافق فيه 1388م: عودة بغداد لتكون عاصمةً للدولة الجلائرية مُجددًا في عهد السُلطان «غياث الدين أحمد».
- 795هـ المُوافق فيه 1392م: الجُيُوش التيموريَّة بقيادة تيمورلنك تغزو مدينة بغداد للمرة الأولى.
- 797هـ المُوافق فيه 1394م: فتح بغداد على يد القوات المُسلَّحة الجلائريَّة وعودة السلطنة مُجددًا إلى بغداد.
- 803هـ المُوافق فيه 1401م: القوات التيموريَّة بقيادة تيمورلنك تغزو مدينة بغداد مرَّة أخرى بعد حصارٍ دام أربعين يومًا.[4]
- 807هـ المُوافق فيه 1405م: وفاة تيمورلنك وتفكُّك دولته الگوركانيَّة وعودة الحُكُومة الجلائريَّة إلى بغداد.
- 810هـ المُوافق فيه 1407م: إصلاح سُور بغداد الشرقيَّة وقد أصلحه السُلطان غياث الدين أحمد جلائر.

### نهاية الدولة الجلائرية
814هـ المُوافق فيه 1411م: استيلاء ملكيَّة قره قويونلو التُركمانيَّة على بغداد وزوال الحكم الجلائري في بغداد.
874هـ الموافق فيه 1469م: استيلاء ملكيَّة آق قويونلو التُركمانيَّة على بغداد ونهاية حكم قره قويونلو.

## عصر ممالك البارود
- أعلى اليمين يظهر الشاه إسماعيل الأول مؤسس الدولة الصفوية وأعلى اليسار الشاه عباس الأكبر وقد دانت لهما مقادير المُلك في بغداد.
- أسفل اليمين يظهر السُلطان سُليمان القانوني وأسفل اليسار السُلطان مُراد الرابع وقد تمكَّنا من الاستيلاء على بغداد.

- 914هـ المُوافق فيه 1508م: دُخُول بغداد تحت جناح الدولة الصفويَّة في عهد الشاهنشاه إسماعيل الأول مؤسس الممالك الصفويَّة.
- 930هـ المُوافق فيه 1523م: الأمير ذو الفقار موصلو وهو من أمراء الكُرد الكلهوريَّة يستولي على بغداد.
- 936هـ المُوافق فيه 1529م: زوال حُكم الكلهوريين الكُرد وعودة بغداد للحُكُومة الصفويَّة في عهد الشاه طهماسب الأول.
- 941هـ المُوافق فيه 1534م: دُخُول العُثمانيين إلى بغداد بِقيادة السُلطان سُليمان القانوني وانتهاء الحُكم الصفوي.
- 1033هـ المُوافق فيه 1624م: الدولة الصفويَّة بقيادة الشاهنشاه عباس الأكبر تفتح بغداد وتُزيل الحُكم العثماني.[5]
- 1034هـ المُوافق فيه 1625م: العُثمانيون يُحاصرون بغداد في مُحاولة لأخذها لكن انتهى الحصار بانتصار الدفاعات الصفويَّة في بغداد وانسحاب الجيش العُثماني.[6]
- 1043هـ المُوافق فيه 1633م: ارتفاع مياه نهر دجلة وغرق الجانب الشرقي من بغداد.
- 1048هـ المُوافق فيه 1638م: استيلاء العُثمانيين على بغداد بقيادة السُلطان مُراد الرَّابع وانتهاء الحُكم الصفوي.
- 1068هـ المُوافق فيه 1657م: طغيان مياه نهري دجلة والفُرات وإلحاق أضرار جسيمة ببغداد، منها خراب باب الطلسم (باب الحلبة) وأحتمال توجيه مياه الجانب الغربي إلى مجرى نهر الخر (الوشاش) حالياً، في ولاية محمد باشا الخاصكي.
- 1145هـ الموافق فيه 1733م: الجُيُوش الفارسيَّة بقيادة نادر شاه تُحاصر بغداد لكن لم يُحسم أمر بغداد حيث توجهت القوات الفارسية نحو سامراء فوقعت مع العُثمانيين معركة سامراء.

## العصر الحديث
شعبان 1186هـ/ أكتوبر 1772م: انتشر وباء مرض الطاعون في بغداد. وأخذ المرض يفتك بالسكان ويحصد أرواحهم في كل يوم، فانتهزت بعض العشائر ما حل ببغداد من انتشار لمرض الطاعون وبدأت بعمليات السلب والنهب والتخريب في المدينة المنكوبة بالوباء، وقد استمر الحال حتى بعد زوال المرض.
1193-1196هـ، 1779-1802م إنشاء جامع الخلفاء الحالي في سوق الغزل موضع جامع الخليفة العتيق، وتشييد سور للجانب الغربي للمدينة، وترميم المدرسة المرجانية وتوسيع مصلاه، وتجديد جامع الفضل.
1237هـ، 1822م غرق بغداد وانتشار مرض الطاعون فيها والقضاء على معظم سكانها.
1242هـ، 1826م تعمير وتجديد بناء جامع ومدرسة الآصفية على يد داود باشا والي بغداد. وكان يسمى بجامع المولى خانة.
1247هـ، 1831م طغيان نهري دجلة والفرات، وانهدام المنازل في بغداد، وانتشار مرض الطاعون.
1247هـ، 1832م انتشار الفساد الإداري في بغداد وقيام ثورة المفتي عبد الغني آل جميل، ضد الوالي علي رضا العثماني.(27 ذي الحجة، 29 حزيران 1832م).
1285هـ، 1868م تشكيل أول بلدية في مدينة بغداد، وتعيين إبراهيم الدفتري أول رئيس بلدية لها.
1312هـ، 1894م طغيان نهري دجلة والفرات، وانهدام المنازل في بغداد.
1313هـ، 1895م طغيان نهري دجلة والفرات، وغرق الجانب الشرقي من بغداد.
1325هـ، 1907م غرق بغداد الشرقية وخراب أكثر محالها.
1328هـ، 1910م طغيان مياه نهر الفرات، وغرق الجانب الغربي من المدينة.

### نهاية العهد العثماني وبداية الاحتلال البريطاني

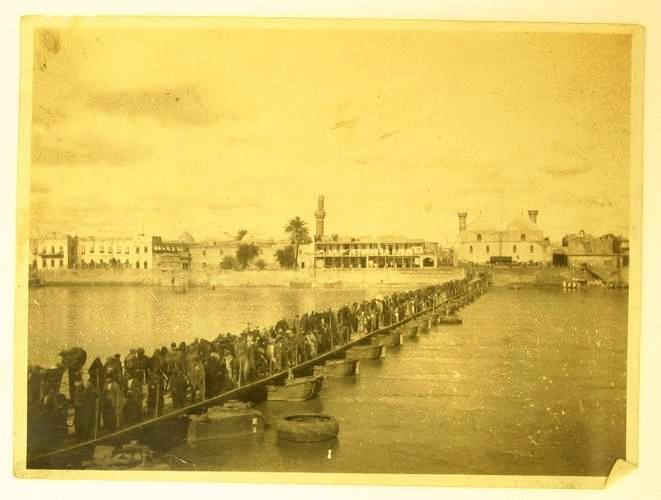
مجموعة من الناس يعبرون جسر قديم ومبني على الطوافات فوق نهر دجلة في بغداد وكان في محل جسر الشهداء حاليا، خلال فترة الحرب العالمية الأولى عام 1917 -1919

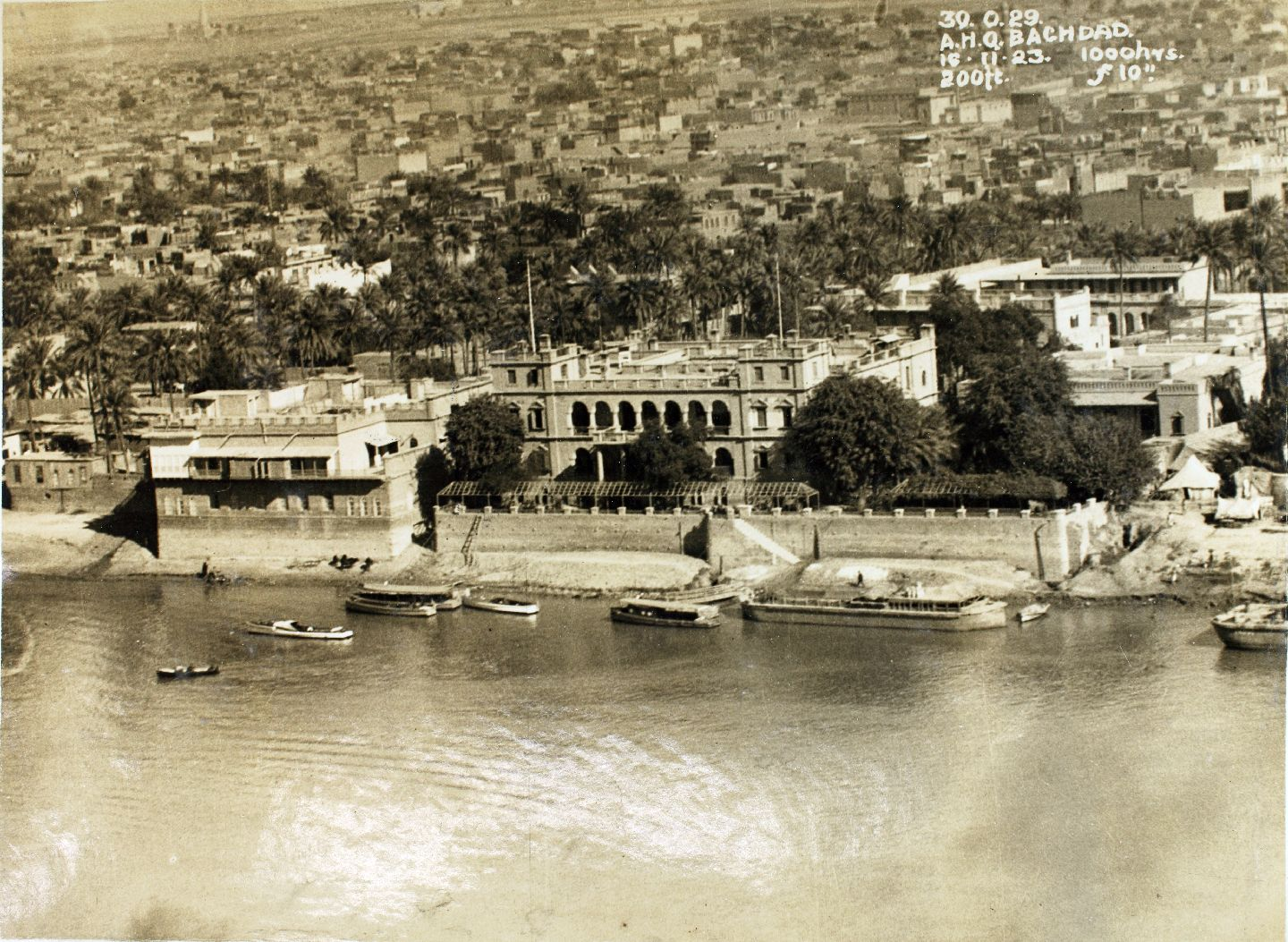
ضفاف نهر دجلة في بغداد عام 1923

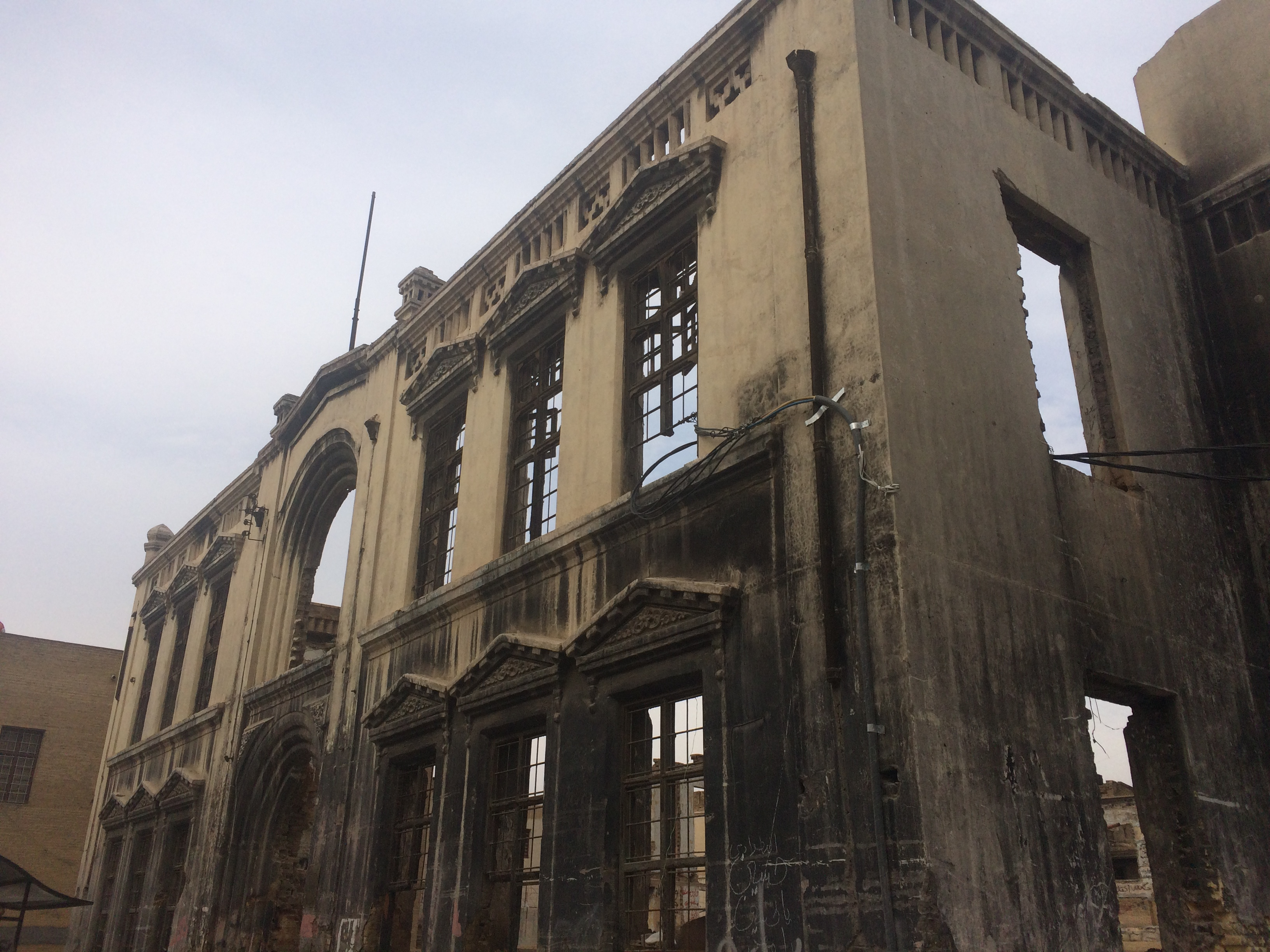
ما تبقى من آثار بناية حاكم تحقيق بغداد في شارع السراي مقابل مبنى القشلة عام 2017

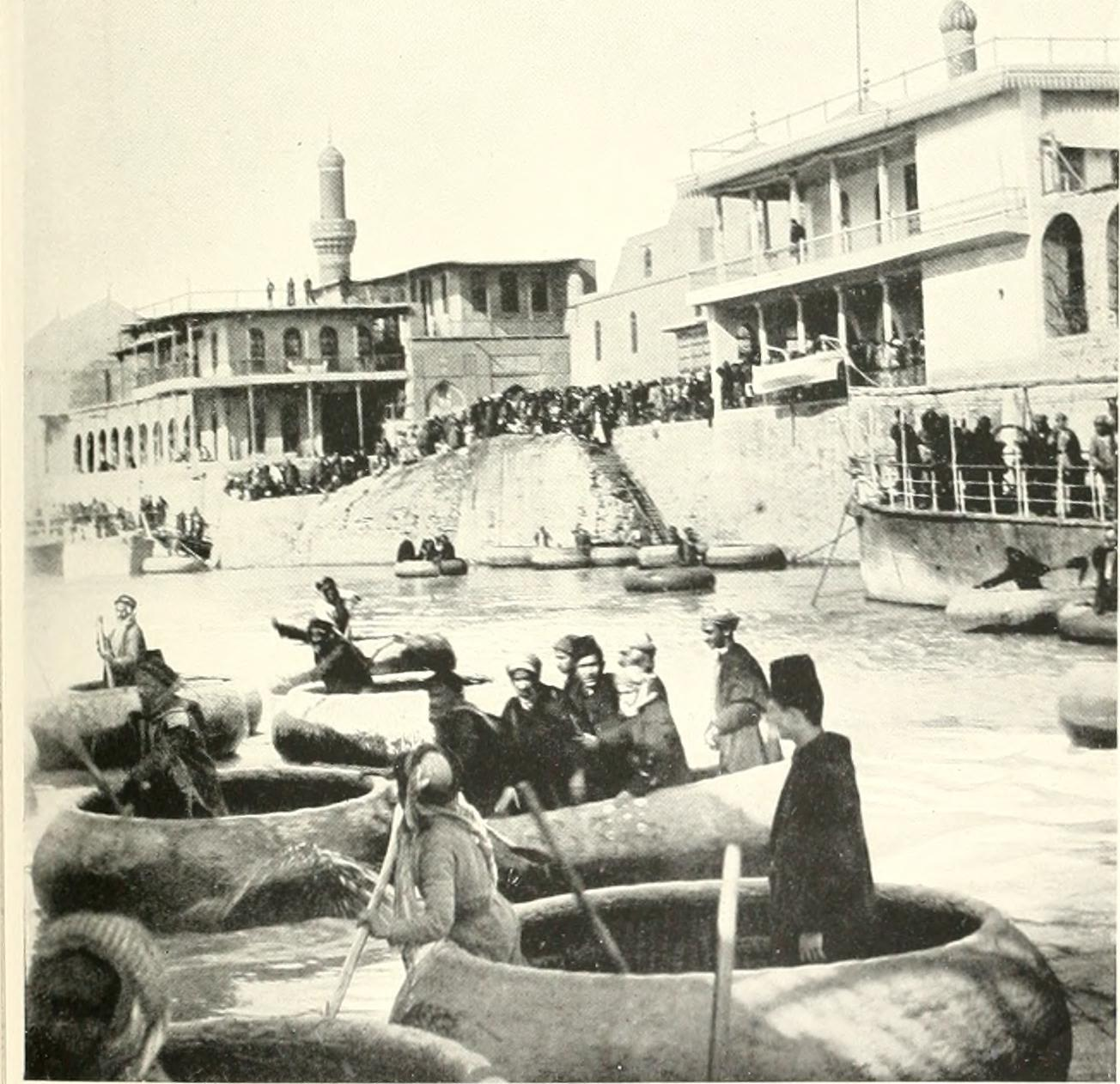
نهر دجلة في بغداد

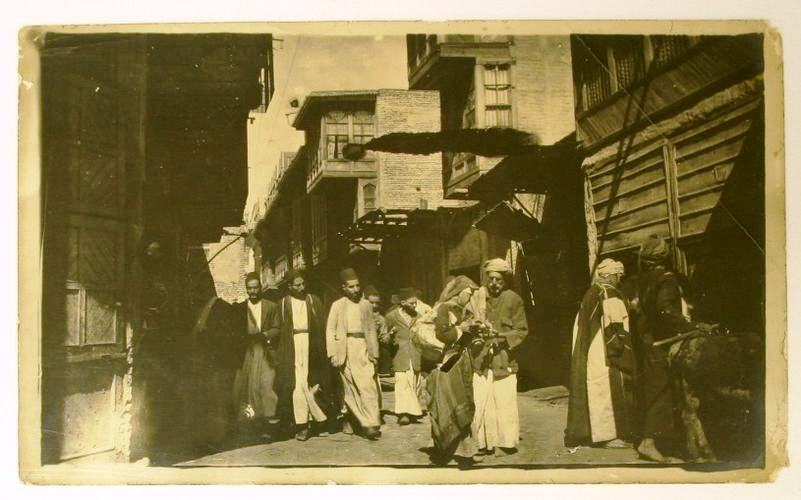
شارع في بغداد 1917

1332هـ، 1914م طغيان مياه نهر دجلة، وغرق قسم من محال الجنوبية الشرقية من المدينة. ودخول الجيش البريطاني لمدينة البصرة في 22 تشرين الثاني/ نوفمبر 1914، وبداية الاحتلال البريطاني للعراق.
1333هـ، 1915م وصول الجيش الهندي/البريطاني إلى بعد 32 كم جنوب بغداد. وخسارته الجسيمة في معركة الكوت وانسحابه أمام قوات الجيش العثماني، حيث حوصر للفترة من 3 كانون الأول 1915 ولغاية 29 نيسان/أبريل 1916. ثم استسلام الجيش البريطاني وعدده حوالي 13500 جندي وضابط بريطاني بقيادة الجنرال تاوسند إلى الجيش العثماني (الفيلق السادس) بقيادة الجنرال خليل باشا.
1335هـ، 1916م بداية الحرب العالمية الأولى وتجهيز الجيش البريطاني بحملة عسكرية ثانية لاحتلال العراق، ودخول الجنرال ستانلي مود مدينة الكوت على أطراف بغداد بقوة عسكرية تبلغ حوالي 40 ألف جندي، وبدأت الهجوم في 9 كانون الثاني/يناير 1917.

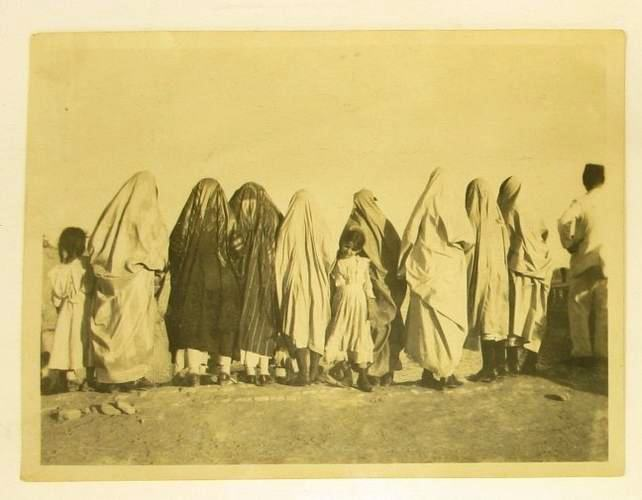
مجموعة من النساء والأطفال في بغداد خلال فترة الحرب العالمية الأولى عام 1917-1919

1335هـ، 1917م نسف الأتراك لبرج الطلسم (باب الحلبة)، وانسحاب الجيش العثماني من بغداد على أثر هزيمتهِ في موقعة أم الطبول ثم دخول الجيش البريطاني منطقة الصليخ شمال شرق بغداد في 11 آذار ودخولها منطقة الكاظمية في يوم 12 آذار، وتم الاحتلال الكامل لمدينة بغداد بقيادة الجنرال ستانلي مود في 17 آذار 1917. وعلى أثر ذلك أذاع الجنرال مود بيانه الشهير (نحن جئنا لتحرير بغداد لا احتلالها)، وفي 18 آذار تم تعيين الجنرال هاوكر حاكم عسكري لبغداد، وكان الحاكم وقتها هو السير بيرسي كوكس الذي نقل إلى طهران وعين السير ارنولد ولسون حاكم عام لبغداد بدلا عنه، ثم أعيد تعيين بيرسي كوكس مرة أخرى كحاكم على بغداد في 11 تشرين الأول 1920.
1338هـ، 1920م قيام ثورة العشرين (في شهر حزيران) ضد الانتداب البريطاني. ثم تأسيس أول حكومة وطنية برئاسة عبد الرحمن النقيب تحت حكم الانتداب البريطاني في 25 تشرين الأول 1920 (وزارة النقيب الأولى قبل التتويج).
1339هـ، 1921م تأسيس الجيش العربي والذي عرف فيما بعد باسم الجيش العراقي في السادس من كانون الثاني برعاية الجيش البريطاني، وكان موقع فوج موسى الكاظم في خان الكربولي في الكاظمية وهو أول نواة لتأسيس الجيش العراقي. ثم انعقاد مؤتمر القاهرة في 22 شباط 1921 لاعلان خطة تكوين حكومة وطنية. وفي 29 حزيران 1921 وصول الأمير فيصل بن الحسين إلى بغداد. وفي 5 تموز 1921 إجراء استفتاء عام شعبي لأختيار الأمير فيصل ملكاٌ للعراق.
يوم الأحد 18 ذي الحجة 1339هـ/ 23 آب 1921 كان يوم تتويج فيصل ملكاً على العراق.
10 أيلول 1921 كان يوم تأسيس وتأليف وزارة العهد الملكي (وزارة النقيب الثانية بعد التتويج).
الأول من تشرين الأول 1921 كان يوم تأسيس صنف المدفعية في الجيش العراقي.
10 تموز 1921 اتخاذ بيت شعشوع في كرادة الكسرة على ضفاف نهر دجلة مقرا وسكنا للبلاط الملكي.
24 تموز 1921 تأسيس المدرسة العسكرية في بناية الثكنة الشمالية المعروفة باسم الكرنتينة.
1340هـ، 1922م تولي عبد المحسن السعدون منصب رئاسة الوزراء، وتأسيس قوة الشرطة العراقية في الأول من آب/أغسطس 1922، وإرسال حكومة بغداد السيد صبيح بك وزير والأشغال ممثلا عنها في مؤتمر العقير الذي أنعقد في الثاني من (كانون الأول/ديسمبر)، لترسيم حدود المملكة العراقية مع إمارة الكويت وسلطنة نجد.
3 آذار/مارس 1922 تأسيس الجوق الموسيقي للجيش العراقي في بغداد، وفي الموصل باسم جوق الحرس الملكي.
في 28 أيلول/سبتمبر 1922 تأسيس وتأليف وزارة عبد الرحمن النقيب (وزارة النقيب الثالثة)، التي انتهت في 16 تشرين الثاني/نوفمبر 1922.
17 تشرين الأول 1922 وصول الأمير زيد بن الحسين إلى بغداد قادماً من الحجاز.
1341هـ، 1923م، إلغاء منصب رئيس بلدية بغداد وتأسيس أمانة العاصمة وتعيين صبيح نشأت أول أمين عاصمة لبغداد. وفي 4 كانون الأول/ديسمبر 1923 أزيح الستار عن نصب تمثال الجنرال مود أمام دار الاعتماد (السفارة البريطانية)، والذي بني من تبرعات التجار العراقيين وأعيان بغداد. وفي 12 كانون الأول/ديسمبر 1923 افتتاح خط سكة الحديد الواصل بين كربلاء ومفرق الهندية.
1342هـ، 1924م، في 22 شباط/فبراير مقتل توفيق الخالدي وزير الداخلية السابق. وفي 27 أيار/مايو تنصيب الملك فيصل الأول حامياً أعظم للكشافة العراقية. وفي الأول من حزيران أنتقلت الإدارة للسكك الحديدية إلى الحكومة العراقية.
1343هـ، 1925م، في يوم 4 آذار/مارس توقيع اتفاقية النفط مع شرطة النفط التركية-البريطانية.
وفي 26 حزيران/يونيو تأسيس حزب التقدم برئاسة عبد المحسن السعدون. وفي 16 تموز /يوليو افتتاح مجلس الأمة العراقي من قبل الملك فيصل الأول وقراءة خطاب العرش في أول برلمان عراقي.
1344هـ، 1926م، في الأول من شباط /فبراير وصول الأمير علي مع ولدهِ الأمير عبد الاله إلى بغداد قادما من الحجاز. وفي 16 نيسان/أبريل فيضان نهر دجلة وحدوث كسرة في سد البلاط الملكي عند قصر شعشوع وكانت كارثة للعائلة الملكية حيث نقلت إلى مقر جديد داخل مركز مدينة بغداد. وفي الأول من مايو/أيار منح أمتياز إلى شركة نفط خانقين المحدودة. وفي 14 حزيران افتتح المبنى الجديد للمتحف العراقي قرب جسر المأمون برعاية الملك فيصل الأول، وفي الأول من تموز/يوليو كان يوم تأسيس مدرسة المشاة باسم مدرسة الأسلحة الخفيفة.
1345هـ، 1927م، تأسيس مدرسة المدفعية في الجيش العراقي، وفي الأول من آذار/ مارس تم إيفاد أول بعثة للتدريب على الطيران في بريطانيا، وفي 5 نيسان/أبريل كان حفر أول بئر للنفط في كركوك (بئر التجارب رقم 1) وتدفق النفط بغزارة في 13 تشرين الأول/أكتوبر 1927. وفي 13 حزيران /يونيو وفاة عبد الرحمن النقيب أول رئيس وزراء عراقي ودفن في المقبرة الكيلانية. وفي 29 تشرين الثاني/توفمبر 1927 افتتاح الكلية الطبية الملكية العراقية.
1346هـ، 1928م، تأسيس مدرسة الأركان العراقية والتي صارت كلية الأركان في عام 1937. والتحاق الأمير غازي بالكلية العسكرية في بغداد وتخرج في عام 1932 برتبة ملازم ثاني.
1349هـ، 1930م تولي نوري السعيد منصب رئاسة الوزراء، في (23 آذار/مارس).
وفي 19 نيسان 1931 صدر قانون العملة العراقية رقم 44.

## العهد الملكي

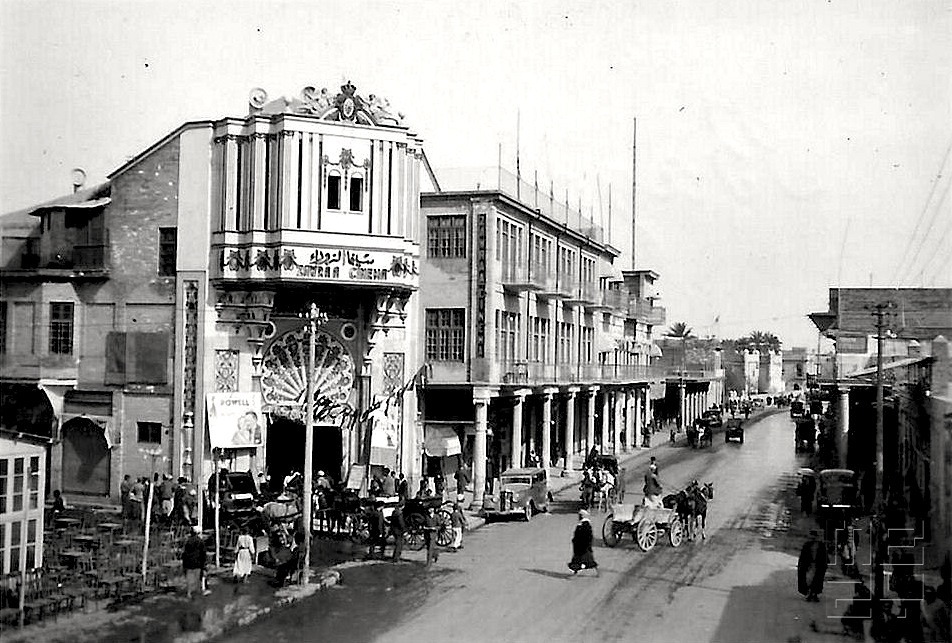
صورة لمدينة بغداد في 1942 تظهر فيها سينما الزوراء في شارع الرشيد.

- 1351هـ الموافق فيه 1932م: انتهاء الانتداب البريطاني وقيام المملكة الهاشمية العراقية وتتويج فيصل الأول بن الشريف حسين ملكًا على العراق. وفي 3 تشرين الأول (أكتوبر) 1932 كان يوم دخول المملكة العراقية كعضو في عُصبة الأُمم المُتحدة ورفع الانتداب البريطاني عن العراق. وتأسيس مدرسة كلية بغداد للآباء اليسوعيين الأمريكان في الأعظمية.
- 1933م: في 31 مايو (أيار) 1933 ازاحة الستار عن نصب تمثال عبد المحسن السعدون، وإطلاق أمانة العاصمة في بغداد تسمية جديدة للشوارع مثل شارع الرشيد، والمأمون، وأبو نؤاس، والأمير غازي، ومُوسى الكاظم . وفي 8 من أيلول (سبتمبر) 1933 وفاة فيصل الأول ملك العراق جرَّاء أزمة قلبيَّة في مدينة برن في سويسرا، وتولِّي غازي الأول الحكم من بعده.
- 1358هـ المُوافق فيه 1939م: وفاة الملك غازي الأول في حادث سيارة في 4 نيسان (أبريل) 1939 وتنصيب عبد الإله الهاشمي من بعده وصياً على العرش لأن الملك فيصل الثاني ما زال قاصراً لم يبلُغ سن الرشد، وفي نفس السنة اندلعت الحرب العالميَّة الثانية في أيلول.
- 1360هـ المُوافق فيه 1941م: ثورة رئيس الوزراء رشيد عالي الكيلاني وتُسمَّى (ثورة مايس)، وتشكيل الكيلاني لوزارته الجديدة والتي سُمِّيت بحُكُومة الإنقاذ الوطني في شهر مايس (آيار) إبان الحرب العالميَّة الثانية. ودُخُول الجيش البريطاني للعراق مرَّة أخرى على أثر ثورة مايس.
- 1360هـ المُوافق فيه 1941م: طُغيان نهر دجلة وغرق منطقة الهنيدي في القسم الجنوبي من شرقي بغداد.
- 1365هـ المُوافق فيه 1946م: ارتفاع مياه النهر وغرق منطقة الهنيدي للمرَّة الثانية.
- 1367هـ المُوافق فيه 1948م: مُشاركة حُكُومة بغداد في الحرب العربيَّة الإسرائيليَّة الأولى بعد إعلان دولة إسرائيل على أرض فلسطين عام 1947م.
- 1369هـ المُوافق فيه 1950م: غرق منطقة الزويَّة في القسم الجنُوبي من شرقي بغداد.
- 1372هـ المُوافق فيه 1953م: استقالة الأمير عبد الإله عن وصاية العرش وجُلُوس الملك فيصل الثاني على عرش العراق.
- 1377هـ المُوافق فيه 1957م: بناء جسر حديث على نهر دجلة في بغداد يربط منطقة الأعظميَّة بمنطقة الكاظميَّة، وسُمي بجسر الأئمة. وهو بدل الجسر القديم الذي كان طافياً على النهر وكان يُسمَّى بجسر الأعظميَّة.
- 1378هـ المُوافق فيه 1958م: تأسيس وتأليف وزارة أحمد مختار بابان وهي الوزارة الأخيرة لهُ في العهد الملكي التي أستمرت 55 يوماً من 19 مايس (أيار) 1958 ولغاية يوم الثورة في 14 تموز 1958.

## العهد الجمهوري

### قيام الجمهورية

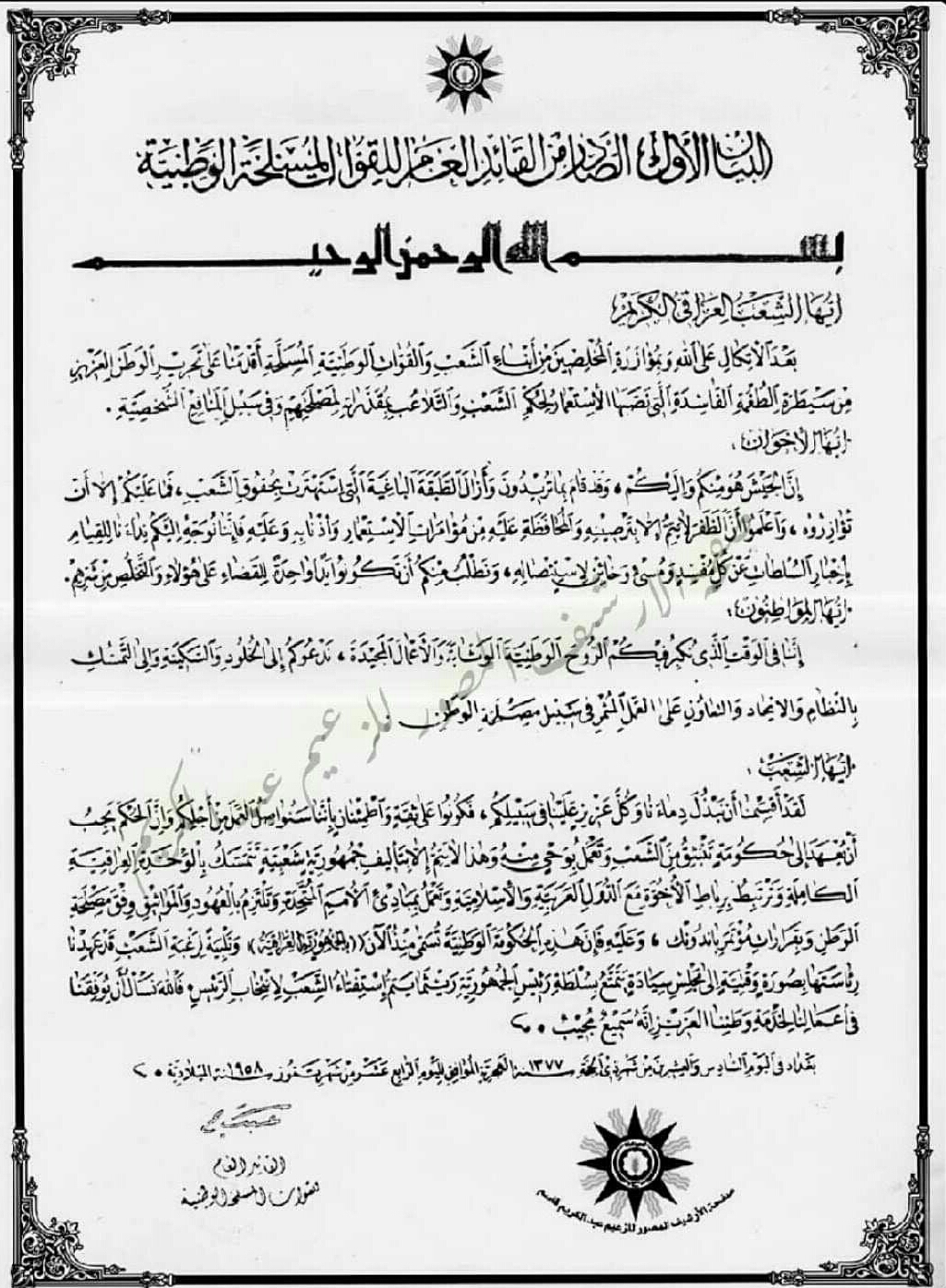
بيان إعلان الجُمهوريَّة العراقيَّة الذي أذيع في العاصمة بغداد إيذانًا بنهاية الملكيَّة وقيام الجُمهوريَّة العراقيَّة.

- 1378هـ الموافق فيه 1958م: قيام الحُكم الجُمهُوري وانتهاء الحُكم الملكي برئاسة نجيب باشا الرُبيعي ورئيس الوزراء عبد الكريم قاسم، وتمَّت الثورة بمُساعدة من تنظيم الضُباط الوطنيين. وأدَّت إلى مقتل الملك فيصل الثاني مع أفراد العائلة المالكة ورئيس الوزراء نوري السعيد.
- 1379هـ المُوافق فيه 1959م: حركة الشواف في شمال العراق وتحديدًا في كركوك والموصل والحُكم بالإعدام على أعضاء تنظيم الضباط الوطنيين الذين شاركوا بالانقلاب في ساحة أم الطُبول في بغداد.
- 1383هـ المُوافق فيه 1963م: انقلاب القوميين وإعدام عبد الكريم قاسم في بغداد في مبنى دار الأذاعة بمُحاكمة صوريَّة من قبل أحد ضُباط الجيش العراقي في 9 شباط 1963م، واستلام عبد السلام عارف منصب رئاسة الجُمهوريَّة العراقيَّة.
- 1385هـ المُوافق فيه 1966م: وفاة عبد السلام عارف في حادث سُقُوط طائرة هليكوبتر مشُتبه بها، مساء يوم 13 أبريل (نيسان) 1966 حيث سقطت بين منطقة القرنة والبصرة. وتولِّي أخيه عبد الرحمن عارف مقاليد الحُكم في العراق بعد التصويت عليه من قبل مجلس الوزراء.
- 1386هـ المُوافق فيه 1967م: مُشاركة بغداد بالحرب العربيَّة الإسرائيليَّة الثالثة بعد العُدوان الإسرائيلي على المناطق العربَّية، (وحدوث نكسة حزيران).

### انقلاب البعث

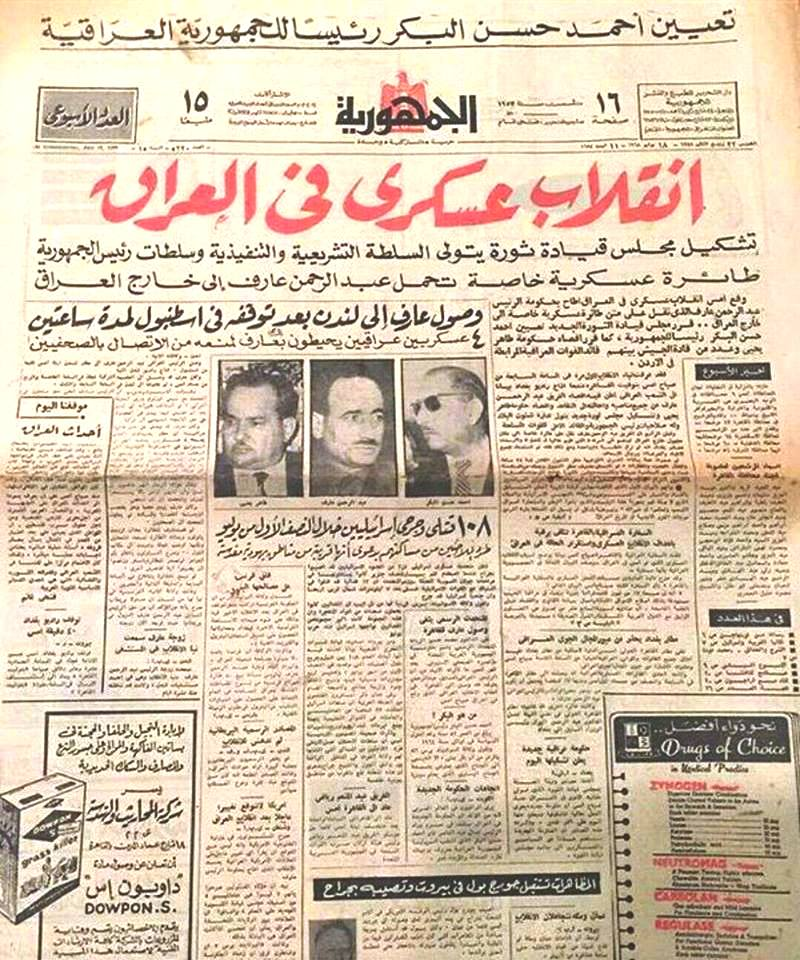
صحيفة الجُمهوريَّة المصريَّة التي تصدُر في القاهرة تعرض خبر الانقلاب العراق.

1387هـ المُوافق فيه 1968م: نظم حزب البعث بقيادة أحمد حسن البكر انقلاب 17 تموز وأطاح بحكم الرئيس عبد الرحمن عارف.
1390هـ المُوافق فيه 1971م: أتفق الرئيس أحمد حسن البكر مع أكراد الشمال في 11 آذار على اتفاقيَّة الحُكم الذاتي للأكراد. وتأميم نفط العراق في الأوَّل من حزيران. وشهدت فترتُهُ تنمية اقتصاديَّة واسعةً في أنحاء البلد.
1392هـ الموافق فيه 1972م: توقيع الرئيس أحمد حسن البكر مُعاهدة الصداقة مع الإتحاد السوفيتي في 9 نيسان (أبريل) 1972م، وشهدت بغداد تنميةً ورخاءً اقتصاديين.
1393هـ الموافق فيه 1973م: مشاركة حُكُومة بغداد بالحرب العربيَّة الإسرائيليَّة الرابعة، وقيام الرئيس أحمد حسن البكر بمُساعدة سوريا ودعمها في حرب أكتوبر وقطع النفط عن الدول الغربيَّة.
1394هـ الموافق فيه 1974م: بداية سوء العلاقات مع إيران.
1399هـ الموافق فيه 1979م: استقالة أحمد حسن البكر من رئاسة جُمهُوريَّة العراق لِظُرُوفه الصحيَّة وتسليم السُلطة لنائبه صدام حسين في 16 تموز (يوليو) 1979م.
1399هـ المُوافق فيه 1979م: وقُوع مذبحة الرفاق أو حادثة قاعة الخُلد وهو مؤتمرٌ حزبيٌ بعثيٌ نظمه صدام حسين في قاعة الخُلد في بغداد تم فيه اعتقال كل المُعارضين البعثيين لصدام من تلك القاعة.

### حرب الخليج الأولى

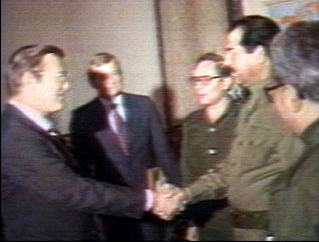
دونالد رامسفيلد في بغداد 19 ديسمبر 1983

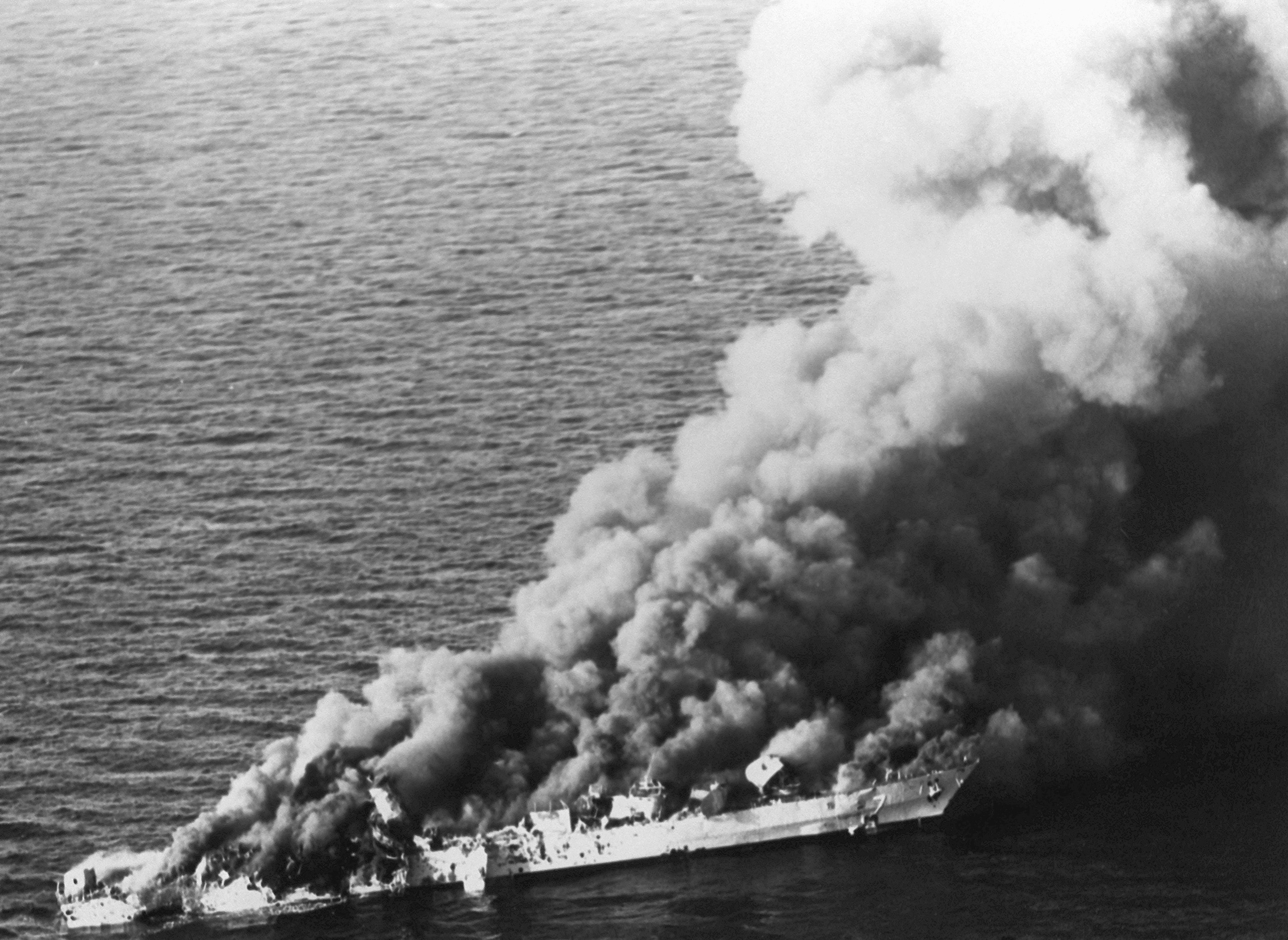
ناقلة إيرانية تم تدميرها من قبل العراق في 19 ابريل 1988م

1400هـ الموافق فيه 1980م: قيام الحرب العراقية الإيرانية (حرب الخليج الأولى) في شهر أيلول/سبتمبر. وشهدت بغداد غارات جوية مع قصف مدمر أدى لسقوط الكثير من القتلى والجرحى بين صفوف المدنيين في بداية الحرب.
1401هـ، 1981م، بدأ ما يسمى بحرب الناقلات وكانت عبارة عن استهداف متبادل لناقلات النفط والناقلات البحرية التجارية للبلدين (العراق وإيران) بغية قطع الإمدادات الاقتصادية والعسكرية للجيشين المتحاربين.
1402هـ، 1982م، أسر أكثر من 50000 جندي عراقي في معركة المحمرة وأصبحت حكومة بغداد عاجزة عن الخروج من مأزق الحرب وتبحث عن طريقة لإنهائها.
1405هـ، 1985م، بدأت إيران بقصف بغداد بصواريخ سكود بعيدة المدى. وردت حكومة بغداد بالمثل على العاصمة طهران.
1407هـ، 1987م، استعمال كلا البلدين المتحاربين (إيران والعراق) القنابل الكيمياوية المحرمة دوليا. ويقال أن الرئيس صدام حسين هاجم بالأسلحة الكيماوية بحدود 24 قرية في المناطق الكردية في أبريل / نيسان 1987. والأسلحة الكيماوية التي إستخدمها صدام حسين حصل عليها من شركات أمريكية وبريطانية وفرنسية وألمانية وصينية.
1408هـ، 1988م، ضرب قرية حلبجة بالأسلحة الكيمياوية من قبل الجانبين العراقي والإيراني، وتسبب ذلك في مقتل مائة ألف من المدنيين الأكراد في الشمال وإصابة أكثر من خمسون ألف بامراض مزمنة. واجتاحت قوات البشمركة الكردية الموالون لإيران بلدة حلبجة، وفي الرابع عشر من مارس 1988م، أوقعت طائرة عراقية علب غاز على البلدة.
1408هـ، 1988م، موافقة إيران على هدنة مع حكومة بغداد، إقترحتها الأمم المتحدة لوقف إطلاق النار بين الطرفين. وحصلت الموافقة في الثامن من شهر آب/أغسطس. (ونهاية حرب الخليج الأولى).
1409هـ، 1989م، استعملت الإدارة الأمريكية الفرع الأمريكي لأكبر البنوك الإيطالية في الولايات المتحدة الأمريكية والذي كان مقره في ولاية جورجيا لتحويل مبالغ قدرها 5 مليارات دولار إلى العراق من عام 1985 إلى 1989. وساهمت الولايات المتحدة ببناء الترسانة العراقية من الأسلحة الكيمياوية عن طريق تزويد العراق بمواد «ذو استخدام مزدوج» مثل عينات ضخمة من الإنثراكس والكلوستريدا والهستوبلازما وهي جميعها جراثيم خطيرة جدا. وكانت هذه المبالغ تصرف من ميزانية وزارة الزراعة الأمريكية بنسبة قدرها 400 مليون دولار في السنة بدءاً من عام 1983 ثم أزدادت إلى مليار دولار في السنة من 1988 إلى 1989 وكانت آخر دفعة في عام 1990 وكانت تقدر بمبلغ 500 مليون دولار. وبقيت العلاقات العراقية-الأمريكية جيدة إلى اليوم الذي اجتاح فيه الجيش العراقي دولة الكويت.

### غزو الكويت وبداية حرب الخليج الثانية

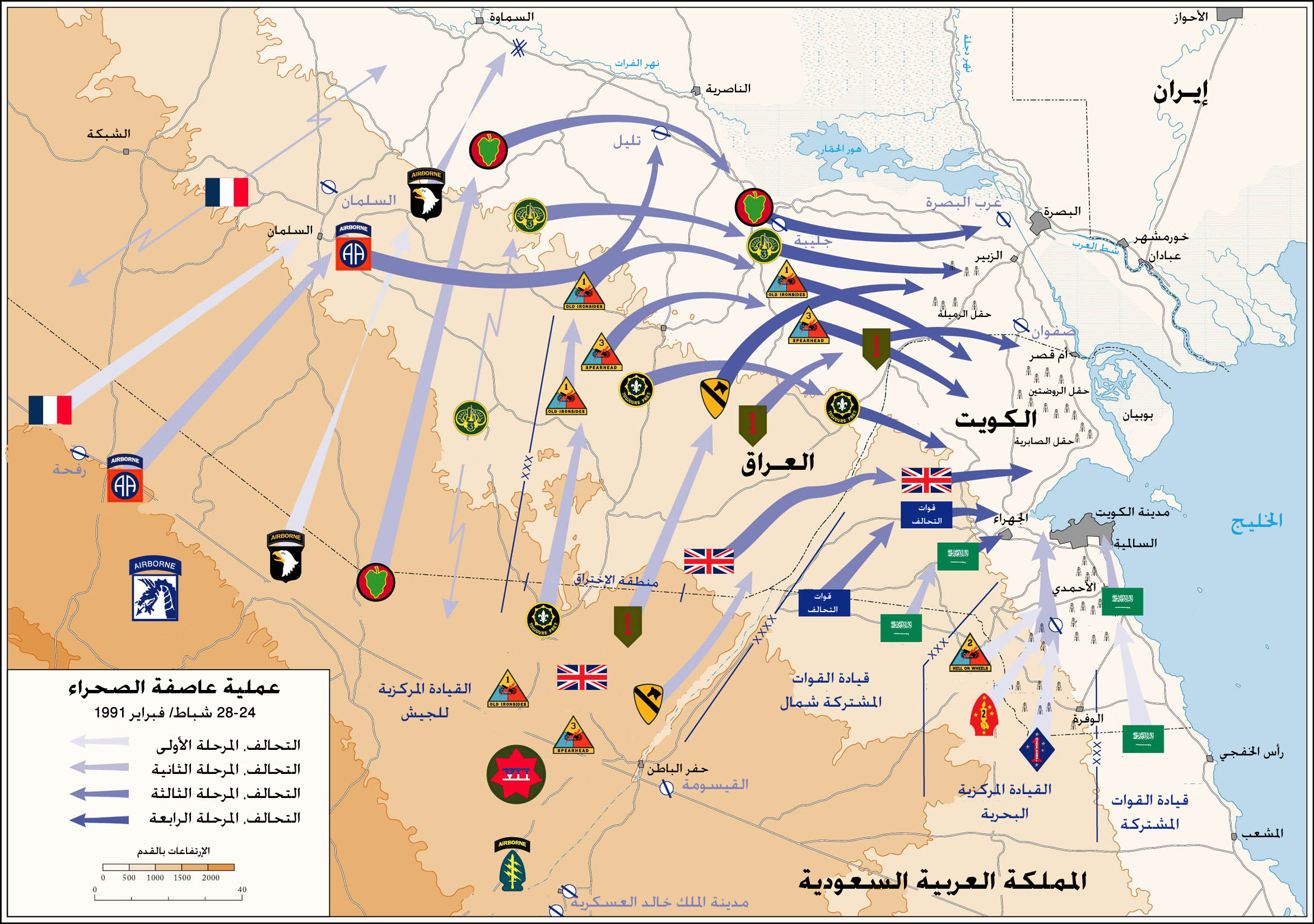
خارطة الحملة البرية لقوات التحالف

1410هـ، 1990م الهجوم على الكويت واحتلالها.
1411هـ، 1991م تعرض بغداد لقصف جوي عنيف من قبل الطائرات الحربية الأمريكية B52، وإلقاء كمية كبيرة من المتفجرات على بغداد وضواحيها، وتهديم معظم الأبنية الحكومية ومصانع الجيش العراقي وقطع الطرق والجسور وإلغاء مرافق الحياة المدنية من كهرباء وماء وهواتف أرضية، وإرجاع بغداد لعصر ما قبل النهضة، وفقدان الكثير من الأرواح، وتدمير البنية التحتية للأقتصاد العراقي، وردت حكومة بغداد على القصف الجوي بعدة صواريخ سكود ضربت بها مدينتي الظهران والرياض في السعودية وأهداف داخل إسرائيل. ومن ثم نهاية حرب الخليج الثانية بانسحاب القوات العراقية من الكويت، في 24 فبراير 1991 حيث بدأت قوات الائتلاف توغلها في الأراضي الكويتية وبعد 3 أيام تم إعادة السيطرة على الكويت. وأطلق عليها صدام حسين لقب أم المعارك والتي سميت كذلك بعاصفة الصحراء.
1412هـ، 1992م نهضة عمرانية وإصلاح ما تم تدميره من منشآت عسكرية ومدنية، وتضخم نقدي في سوق بغداد نتيجة طبع العملة الورقية بلا غطاء نقدي دولي، وإعدام عدد من تجار سوق الشورجة بأمر صدام حسين (في شهر آب/ أغسطس) لرفعهم أسعار المواد الغذائية وهي محاولة منه للسيطرة على السوق.
1414هـ، 1993م سقوط صاروخ أمريكي على بغداد، ووقع في بيت الفنانة التشكيلية ليلى العطار، وأدى لوفاتها.
1416هـ، 1995م تضخم نقدي في سوق بغداد وارتفاع أسعار السلع والبضائع والخدمات، مع تردي الأوضاع الاجتماعية والاقتصادية.
1417هـ، 1996م بدأ تطبيق برنامج النفط مقابل الغذاء الذي ساهم برفع جزئي من معاناة الفرد العراقي.
1419هـ، 1998م قيام الطائرات الأمريكية بقصف أهداف عسكرية في مدينة بغداد.
1421هـ، 2000م إتخاذ حكومة بغداد قراراً بالتعامل بعملة اليورو بدلاً من عملة الدولار الأمريكي في صفقات مبيعاتها من النفط.
1423هـ، 2002م وصل إنتاج النفط العراقي أعلى مستوى له منذ حرب الخليج الثانية، حيث وصل إلى نسبة 75 من المائة من إنتاج النفط قبل غزو الكويت، وكانت الأمم المتحدة تستقطع منه ثلثه (28%) لحساب موظفيها والعمليات الأدارية المتعلقة ببرنامج النفط مقابل الغذاء.

### الغزو الأمريكي للعراق

زحف قوات التحالف للسيطرة على بغداد ومن ثم بقية العراق

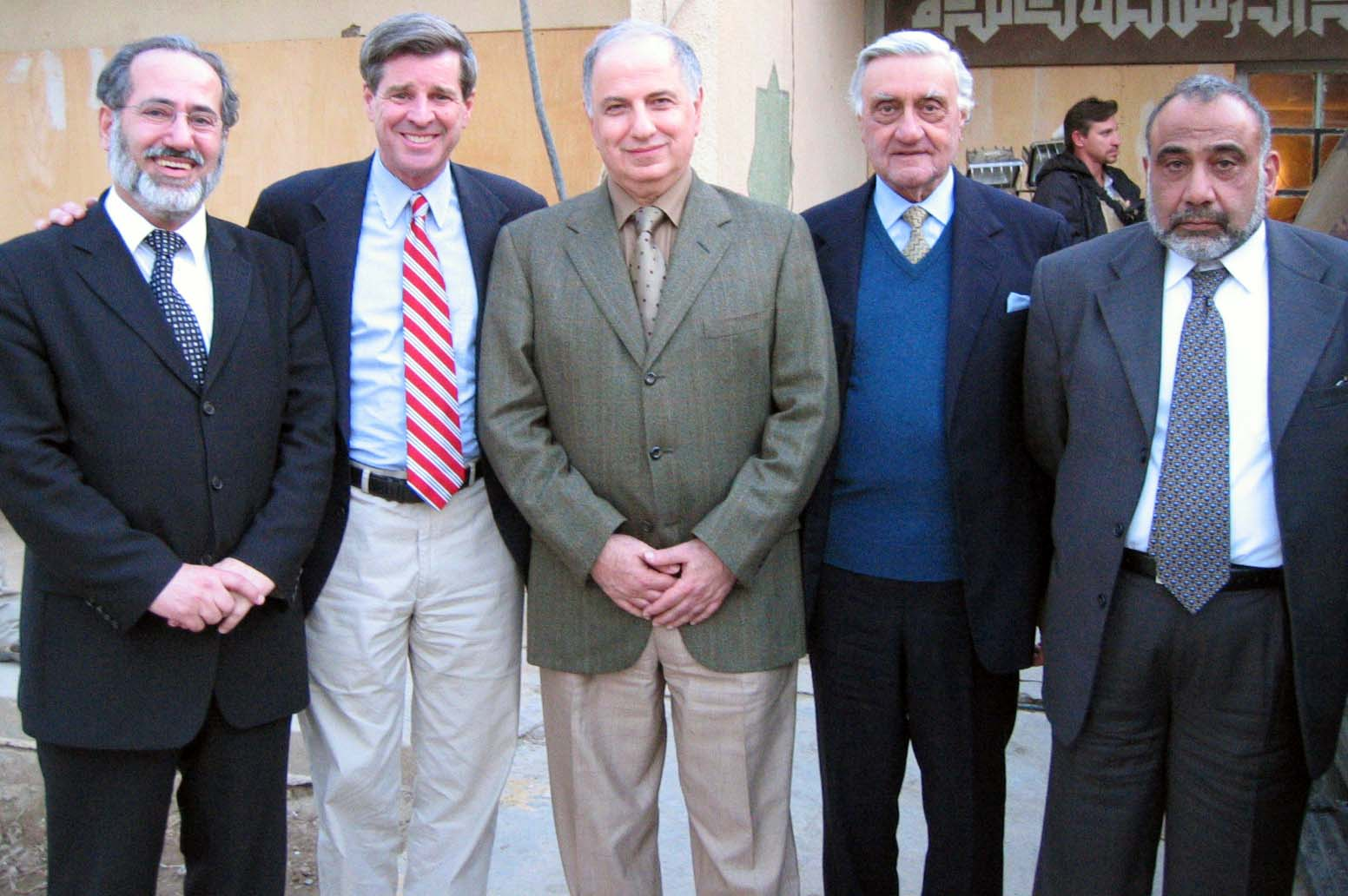
بريمر وأعضاء مجلس الحكم العراقي

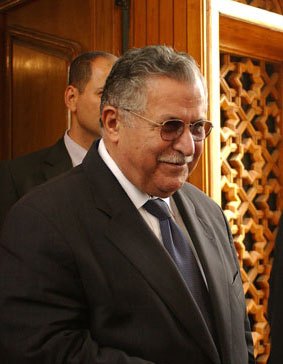
الرئيس العراقي جلال الطالباني

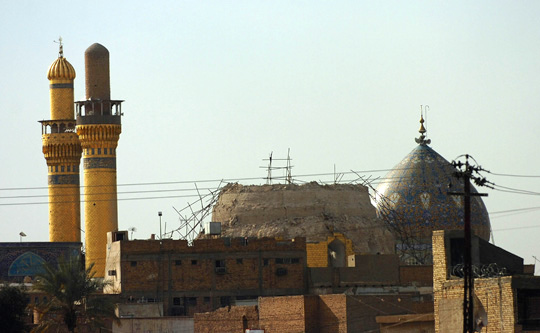
تفجير قبة الأمامين علي الهادي وحسن العسكري 22 فبراير

## بغداد المعاصرة

### 1424هـ،2003م
بداية حرب الخليج الثالثة في شهر آذار/مارس، ودخول الجيش الأمريكي واحتلال بغداد في التاسع من نيسان/ابريل. وتزايد أعمال العنف والسرقة والتخريب، على أثر ضياع الأمن، وتردي الأوضاع الأمنية والاجتماعية والسياسية، وقيام الإدارة المدنية المؤقتة برئاسة جاي غارنر والذي دخل بغداد في (21 نيسان/أبريل). ومن ثم تعيين بول بريمر في (6 مايس/مايو) رئيساً للإدارة المدنية وللإشراف على إعادة تعمير العراق. وتشكيل الحكومة العراقية المؤقتة في (28 حزيران/يونيو) لتحل محل سلطة الائتلاف الموحدة، ومجلس الحكم في العراق، وإدارة شؤون البلاد تحت إشراف الولايات المتحدة. ثم مقتل عدي وقصي ولدي صدام حسين أثر اشتباك مع القوات الأمريكية في الدار الواقعة في حي سكر في مدينة الموصل بتأريخ (23 تموز/يوليو)، وتفجير انتحاري لمبنى الأمم المتحدة وقتل ما لا يقل عن خمسة وعشرون شخصاً، بتأريخ (19آب/أغسطس)، وهجوم على مبنى الصليب الأحمر ونقاط للشرطة أدى لجرح المئات ومقتل أكثر من 35 شخص في (27 تشرين الأول/أكتوبر)، والقوات الأمريكية تلقي القبض على الرئيس السابق الذي كان مختبئاً في حفرة صغيرة بمزرعة في مسقط رأسهِ في (تكريت) وصرح الحاكم المدني في العراق بول بريمر بالإعلان رسمياً عن القبض على صدام حسين في (13 كانون الأول/ديسمبر) في تكريت.

### 1425هـ،2004م
تشكيل محكمة لمحاكمة صدام حسين وأعوانه في (20 نيسان/أبريل)، مجلس الحكم في العراق يحاول تغيير علم العراق في (26 نيسان/أبريل). وسيارة ملغومة تودي بحياة عزالدين سليم رئيس مجلس الحكم العراقي في (17 مايس/مايو)، وتعيين أياد علاوي رئيسا للحكومة الأنتقالية في (28 مايس/مايو)، والولايات المتحدة الأمريكية تسلّم مقاليد السلطة للحكومة العراقية المؤقّتة في (28 حزيران/يونيو)، قبل يومين من التاريخ المحدّد، ومثول صدام حسين أمام قاضي عراقي لمحاكمته في (1 تموز/يوليو).
وشهد عام 2004 أيضا بداية انتقال فرق عسكرية إلى العراق، والتي كانت عبارة عن فرق من المستشارين العسكريين الأمريكيين تم تعيينهم مباشرة في وحدات الجيش العراقي الجديد.

### 1426هـ،2005م
الزعيم الكردي جلال طالباني يؤدي اليمين الدستوري ليكون رئيساً للعراق، وتولي إبراهيم الجعفري منصب رئيس الوزراء في شهر نيسان، وكارثة تدافع وسقوط أكثر من ألف شخص في نهر دجلة، وغرق المئات منهم في حادث مأساوي خلال المشاركة في مسيرة لزيارة الإمام موسى الكاظم على جسر الأئمة في بغداد في (31آب/أغسطس)، ومقتل 62 شخصاً في تفجيرات بالقنابل بمنطقة بلد شمال بغداد في (29 أيلول/سبتمبر)، وأعمال عنف وأغتيالات وتفجيرات تجتاح مدينة بغداد حيث بلغ عدد القتلى والجرحى من المدنيين حسب أحصاءات منوعة أكثر من نصف مليون شخص منذ الأحتلال عام 2003م.

### 1427هـ،2006م
تفجير ضريح الإمامين علي الهادي والحسن العسكري عند فجر يوم (22شباط/فبراير)، والتفجير يتبعهُ سلسلة من أعمال العنف التي أجتاحت مناطق بغداد وراح ضحيتها أكثر من خمسة آلاف شخص، وكان الفتيل لنشوب حرب أهلية، وصدور احتجاجات من كافة أنحاء العالم الإسلامي، وإعدام الرئيس السابق صدام حسين في 10 ذو الحجة/30 ديسمبر الموافق أول أيام عيد الأضحى.
وأرتفاع أعداد القتلى من المدنيين نتيجة الأغتيالات والتفجيرات إلى أكثر من 655 ألف شخص حسب دراسة مسحية أجرتها مجلة لانسيت الطبية البريطانية. بينما قالت هيئة الأمم المتحدة إن نحو 34 ألف عراقي قتلوا خلال عام 2006م بمعدل مائة شخص يومياً.

### 1428هـ،2007م

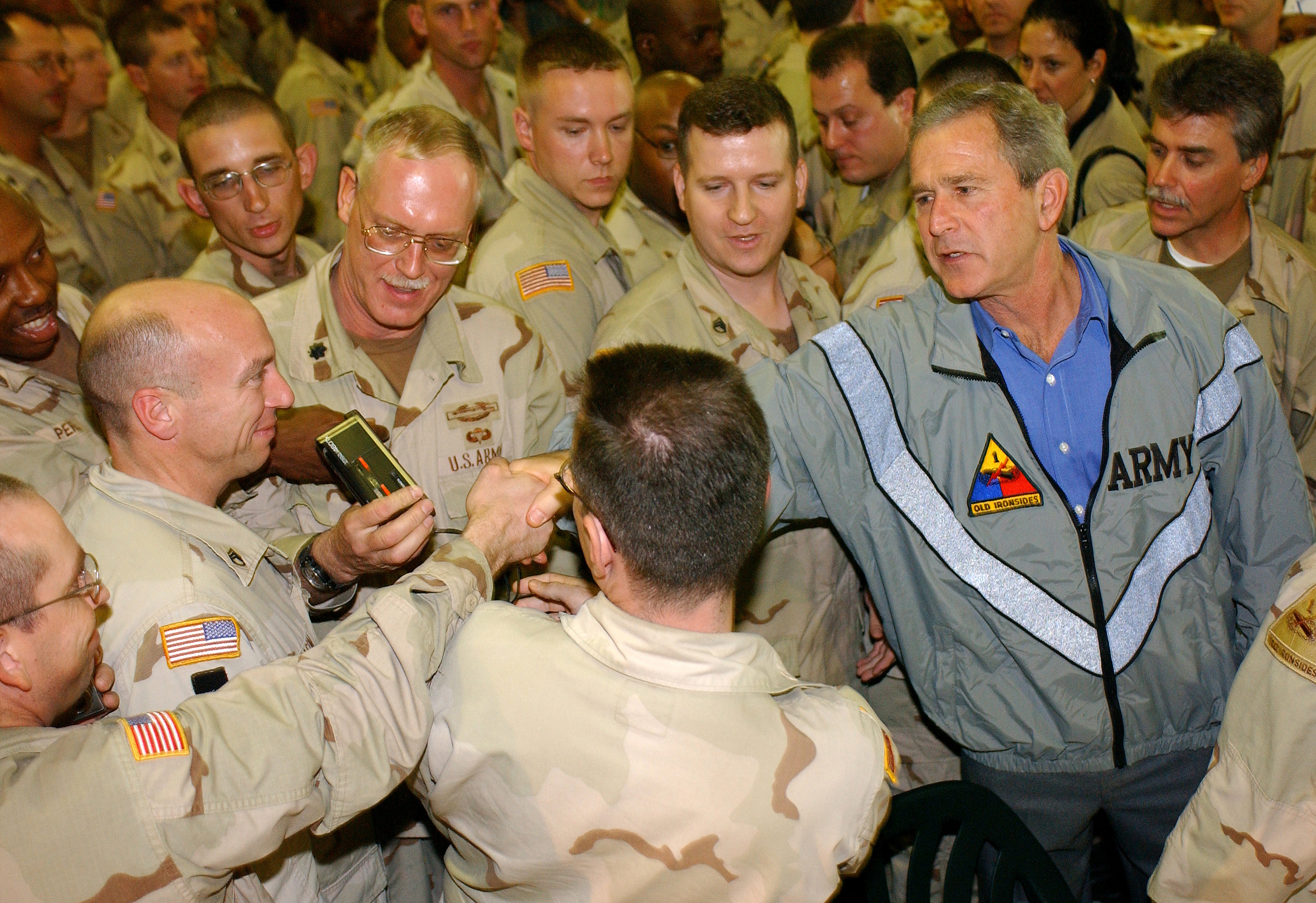
زيارة بوش للقوات الأمريكية المتمركزة في مطار بغداد الدولي عام 2007

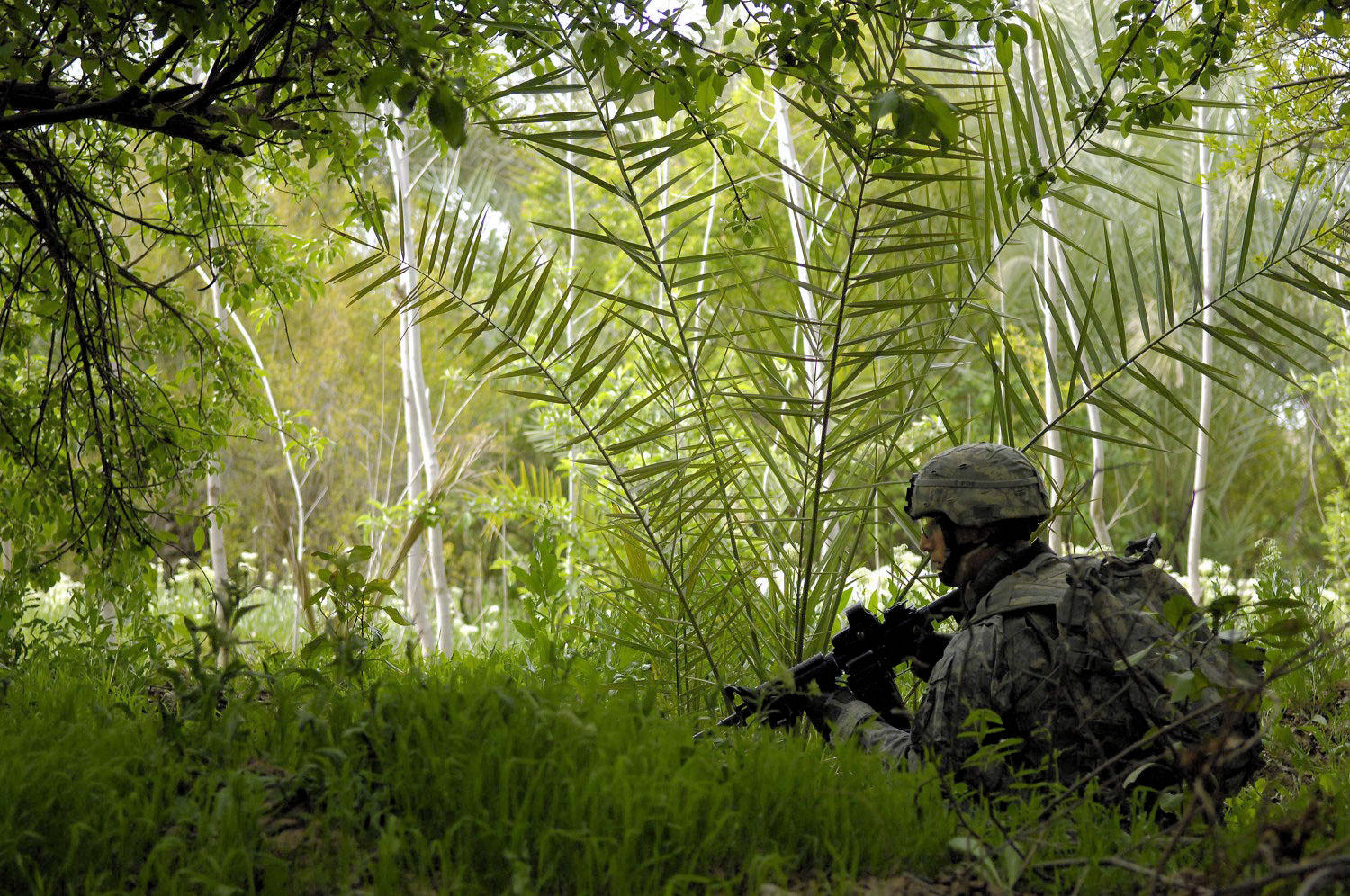
عملية عسكرية أمريكية في محافظة ديالى سنة 2007م

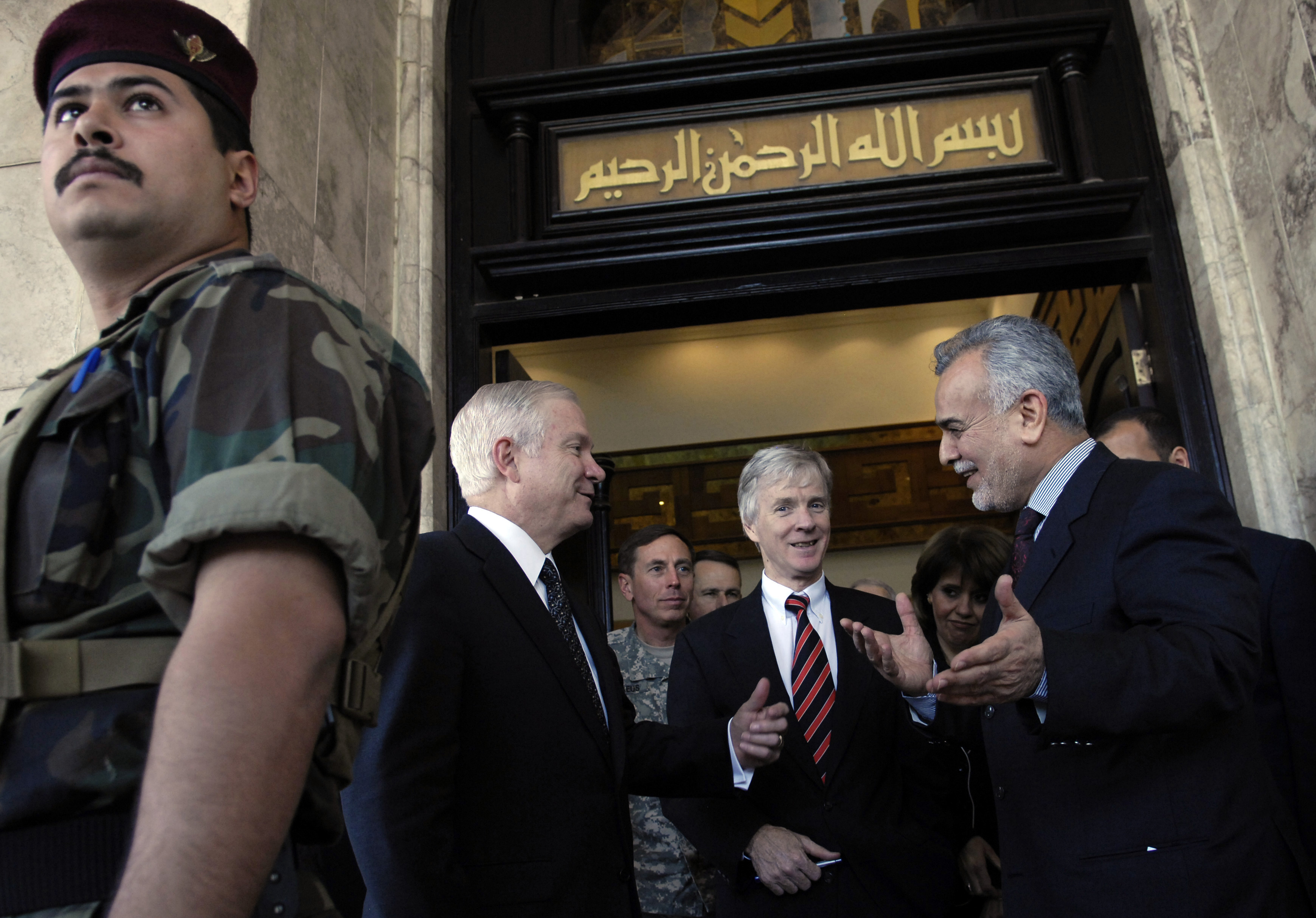
وزير الدفاع روبرت غيتس (2 من اليسار) يتحدث مع نائب الرئيس العراقي طارق الهاشمي (يمين) بعد لقائه مع القيادة العراقية في القصر الرئاسي في بغداد ، العراق ، في 20 أبريل 2007

في 10 يناير 2007، في كلمة بثها على التلفاز إلى الشعب الأمريكي، اقترح الرئيس الأمريكي جورج دبليو بوش إرسال 21,500 جندي إضافي إلى العراق، في برنامج منظم وتقديم 1.2 مليار دولار لهذا البرنامج. وفي 23 يناير 2007، في خطاب الاتحاد الأوربي 2007، أعلن بوش «نشر تعزيزات إضافية عبارة عن أكثر من 20,000 جندي من قوات مشاة بحرية الولايات المتحدة في العراق». وزيارة الرئيس الأمريكي جورج دبليو بوش للقوات الأمريكية في مطار بغداد الدولي، وانتشار للقوات الأمريكية في ديالى لخوض بعض العمليات العسكرية، وتفجير جسر الصرافية (الجسر الحديدي) في بغداد، ومقتل عشرة أشخاص في (12 نيسان/أبريل)، ومقتل النائب العراقي محمد عوض وعدد آخر من الموظفين في تفجير انتحاري في مبنى البرلمان العراقي داخل المنطقة الخضراء، وبلغ عدد القتلى عشرة أشخاص في نفس اليوم (12 نيسان/أبريل).

### 1429هـ،2008م

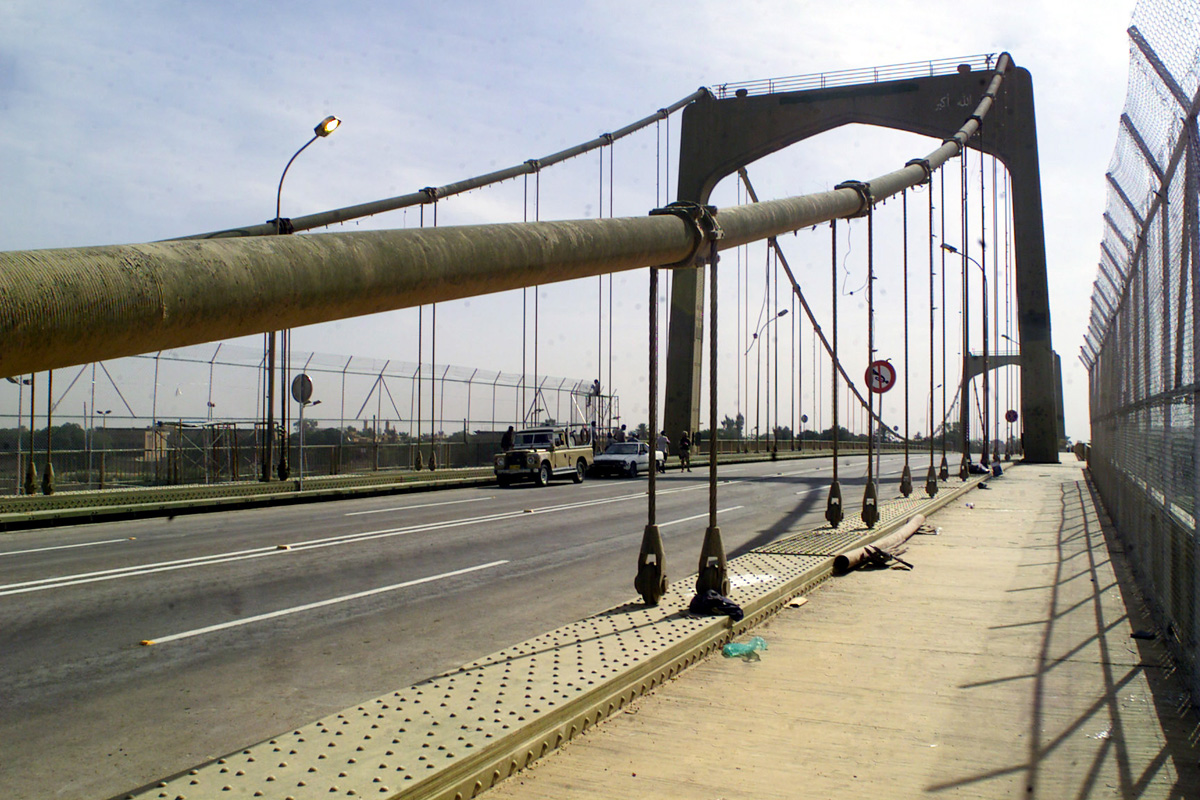
جسر 14 تموز المعلّق في بغداد وهو اليوم مُغلق

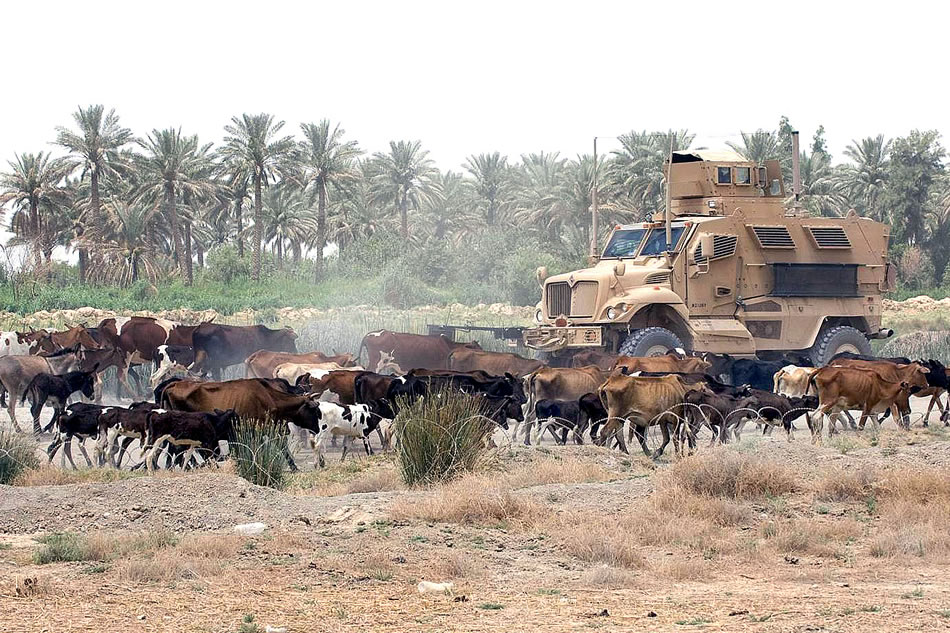
عملية عسكرية للقوات الأمريكية في ديالى سنة 2008م

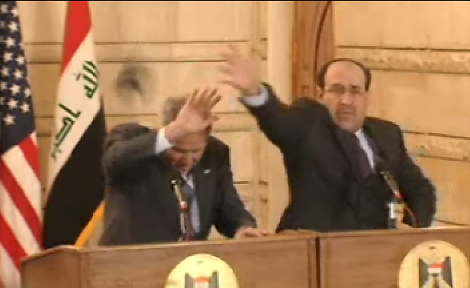
منتظر الزيدي يقذف الرئيس بوش بالحذاء في مؤتمر صحفي 2008

لحظة تفادي بوش للحذاء في المؤتمر الصحفي 2008

- في يوم 12 يناير/كانون الثاني: البرلمان العراقي يجيز قانونا يسمح لكثير من أعضاء حزب البعث العربي الاشتراكي الرجوع إلى وظائفهم الحكومية.
- في يوم 1 فبراير/شباط: مقتل نحو 50 شخصا بتفجير انتحاري في سوق شرقي بغداد.
- في يوم 23 مارس/آذار: انفجار قنبلة في بغداد على قوات الجيش الأمريكي يرفع عدد القتلى للجيش الأمريكي منذ بدء الاحتلال إلى أكثر من 4000.
- في يوم 20 مايو/أيار: قوات الجيش العراقي تدخل مدينة الصدر وتخوض معارك ضد أنصار جيش المهدي الذين كان يفترض فيهم إخلاء المدنية بموجب اتفاق سابق مع الحكومة العراقية.
- في يوم 7 يونيو/حزيران: عزل إبراهيم الجعفري من قيادة حزب الدعوة.
- في يوم 17 يونيو/حزيران: مقتل أكثر من ستين شخصا بانفجار حافلة ملغومة في سوق مزدحم في بغداد، والجيش الأميركي يتهم قائدا عسكريا شيعيا بالهجوم.
- في يوم 19 يوليو/تموز: البرلمان يقر تعيين ستة وزراء من السنة، جميعهم من كتلة التوافق العراقية التي كانت قد قاطعت حكومة المالكي لعامٍ كامل.
- في يوم 1 أكتوبر/تشرين الأول: الحكومة العراقية تتولى الإشراف على قوات الصحوة والتي يفوق عددها خمسين ألف مسلح.
- في يوم 7 أكتوبر/تشرين الأول: العراق والولايات المتحدة يتوصلان إلى مشروع اتفاق أمني يحدد نهاية سنة 2011 كآخر أجل لانسحاب الجيش الأميركي، لكن أعضاء في الحكومة العراقية يشترطون إدخال تعديلات لقبوله.
- في يوم 16 نوفمبر/تشرين الثاني: الحكومة العراقية تقر اتفاقا أجازه البرلمان ومجلس الرئاسة لاحقا، ينظم تواجد الجيش الأميركي حتى تاريخ انسحابه في نهاية سنة 2011، ويحدد صيف 2009 كآخر أجل لخروجه من المدن.
- في يوم 14 ديسمبر/كانون الأول: الصحفي منتظر الزيدي يقذف الرئيس الأمريكي بوش بالحذاء خلال مؤتمر صحفي في بغداد.

### 1430هـ،2009م
- في يوم 31 يناير/كانون الثاني: تم إجراء انتخابات محلية لإنشاء مجالس المحافظات.
- في يوم 23 و24 أبريل/نيسان: مقتل وجرح أكثر من 140 شخصا بتفجيرات انتحارية في بغداد.
- في يوم 30 يونيو/حزيران: قوات الجيش الأميركي تنهي انسحابها من مدن العراق بما فيها بغداد.
- في يوم 19 أغسطس/آب: تفجيران يقتلان نحو مائة شخص في بغداد.
- في يوم 25 أكتوبر/تشرين الأول: تفجيران انتحاريان في بغداد يقتلان ما يقارب من 100 شخص.
- شهر ديسمبر/كانون الأول: انفجارات بعدة قنابل تقتل أكثر من 75 شخصا في بغداد.

### 1431هـ،2010م
- في يوم 19 يناير/كانون الثاني: قوة إيرانية تسيطر على بئر نفطية على الحدود مع العراق، قبل أن تنسحب بعد بضعة أيام.
- في يوم 25 يناير/كانون الثاني: الحكومة العراقية تعلن تنفيذ حكم الإعدام في علي حسن المجيد، وزير الدفاع في عهد الرئيس الراحل صدام حسين.
- في يوم 11 فبراير/شباط: الحكومة العراقية تعلن طرد عشرات من موظفي بلاك ووتر الأمنية، بعد أن أسقطت محكمة أميركية التهم بحق عناصر الشركة المتهمين بقتل 17 مدنيا عراقيا في 2007.
- في يوم 7 مارس/آذار: العراقيون يصوتون في ثاني انتخابات برلمانية منذ بدء الاحتلال، وهجمات ترافقها تقتل أكثر من أربعين شخصا.
- في يوم 26 و27 مارس/آذار: مفوضية الانتخابات تعلن فوز قائمة رئيس الوزراء الأسبق إياد علاوي بفارق مقعديْن على قائمة نوري المالكي الذي طعن في النتائج. ثم بدء أزمة سياسية في العراق عطلت تشكيل حكومة جديدة.
- في يوم 4 أبريل/نيسان: تفجيرات انتحارية تقتل أكثر من أربعين شخصا في بغداد، اثنان منها يستهدفان القنصلية المصرية والسفارة الإيرانية.
- في يوم 6 أبريل/نيسان: تسجيل مصور أميركي مُسرَّب يظهر مروحية أميركية تقتل 12 مدنيا في بغداد في 2007.
- في يوم 19 أبريل/نيسان: الحكومة العراقية تعلن مقتل قائد تنظيم القاعدة في العراق أبو أيوب المصري ومعه قائد «دولة العراق الإسلامية» أبو عمر البغدادي.
- في يوم 23 أبريل/نيسان: مقتل أكثر من ثمانين شخصا بتفجيرات استهدفت جوامع شيعية في بغداد.
- في يوم 26 أبريل/نيسان: إلغاء نتائج 52 من مرشحي الانتخابات التشريعية التي أجريت في مارس/آذار، غالبيتهم ينتمون إلى «القائمة العراقية».
- في يوم 5 مايو/أيار: التحالف الوطني برئاسة عمار الحكيم وائتلاف دولة القانون برئاسة نوري المالكي يتوحدان في تجمع اسمه «التحالف الوطني» ويشكلان مع قوى صغيرة أخرى كتلة تضم 159 نائبا، بهدف تشكيل الحكومة.
- في يوم 10 مايو/أيار: مقتل أكثر من ثمانين شخصا بهجمات متفرقة في محافظة بغداد.
- في يوم 8 يوليو/تموز: مقتل أكثر من ستين شخصا بتفجيرات استهدفت زواراً شيعة.
- في يوم 31 أغسطس/آب: باراك أوباما يعلن نهاية المهام القتالية الأميركية في العراق.
- في يوم 31 أكتوبر/تشرين الأول: احتجاز رهائن في كنيسة سيدة النجاة في بغداد أثناء ادائهم لصلاة الأحد. ومقتل أكثر من 45 رهينة خلال محاولة لإنقاذهم. وشهدت نهاية هذه السنة استمرار أعمال العنف في بغداد وفي بعض المدن الجنوبية وقيام تنظيمات وميليشيات بتفجير منازل لمسيحيين في بغداد وكركوك والموصل.
- في يوم 17 نوفمبر/تشرين الثاني: الرئيس جلال الطالباني يرفض المصادقة على مرسوم إعدام طارق عزيز المدان في ما عرف بقضية الأحزاب الدينية.
- في يوم 21 ديسمبر/كانون الأول: البرلمان العراقي يصدّق على حكومة جديدة برئاسة نوري المالكي بعد إبرام اتفاق لتقاسم السلطة عرف باتفاقية أربيل، يحتفط فيه نوري المالكي برئاسة الوزراء على أن يجري إنشاء هيئة باسم المجلس الوطني للسياسات الإستراتيجية العليا يرآسه إياد علاوي (المجلس لم يتشكل بعد ذلك مما تسبب بأزمة سياسية جديدة في العراق).

### 1432 هـ،2011م

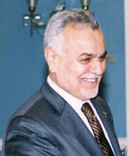
البرلمان يصدّق بعد جدل طويل على اختيار ثلاثة نواب لرئيس الجمهورية منهم طارق الهاشمي في 12 أيار 2011

- 25-27 فبراير/شباط: مظاهرات ومسيرات تجوب مختلف المحافظات العراقية تطالب بالإصلاح ومحاربة الفساد، وتؤدي إلى استقالة محافظيْ البصرة وبابل، وذلك بالتزامن مع بداية انتفاضات عربية أطاحت خلال عام 2011 بعدد من الرؤساء العرب.
- في يوم 5 مايو/أيار: الجامعة العربية تؤجل إلى آذار 2012 مؤتمر قمة الدول العربية والذي كان يفترض أن يكون في مدينة بغداد.
- في يوم 12 مايو/أيار: البرلمان يصدّق بعد جدل طويل على اختيار ثلاثة نواب لرئيس الجمهورية هم طارق الهاشمي وعادل عبد المهدي وخضير الخزاعي.
- في يوم 7 أغسطس/آب: إقالة وزير الكهرباء رعد شلال بتهمة توقيع عقود وهمية بمئات ملايين الدولارات.
- في يوم 9 سبتمبر/أيلول: استقالة رئيس هيئة النزاهة رحيم العكيلي الذي تحدث عن ضغوط سياسية مورست عليه.
- من يوم 27 أكتوبر/تشرين الأول إلى 12 ديسمبر/كانون الأول: مجلسا محافظتي صلاح الدين وديالى يصوتان على إعلان المحافظتين إقليمين ضمن عراق موحد.
- في 17 ديسمبر/كانون الأول: الجيش الأميركي يعلن إنهاء انسحابه من العراق.
- في 17و18 ديسمبر/كانون الأول: القائمة العراقية تقرر مقاطعة جلسات البرلمان وتتهم نوري المالكي بالعجز عن تحقيق «الشراكة الوطنية»، والمالكي يطالب النواب بسحب الثقة من نائبه صالح المطلك بعد أن وصفه الأخير بالدكتاتور.
- من يوم 19 إلى 21 ديسمبر/كانون الأول: وزارة الداخلية تعرض اعترافات أشخاص من حرس النائب طارق الهاشمي وقالوا إنهم تورطوا في أعمال «إرهابية»، وصدور مذكرة اعتقال بحق الهاشمي، والذي نفى الاتهامات وقال إنها ذات أغراض سياسية وإن الاعترافات انتزعت منهم تحت التعذيب.

### 1433 هـ،2012م
- في يوم 26 يناير/كانون الثاني: عصائب أهل الحق المنشقة عن مليشيا جيش المهدي تعلن ترك العمل المسلح ودخول العملية السياسية.
- في يوم 20 مارس/آذار: مقتل نحو خمسين شخصا بتفجيرات هزت مدنا مختلفة، واعتبرها مسؤولون عراقيون محاولة لإفشال مؤتمر القمة العربية.
- في يوم 29 مارس/آذار: قمة عربية في بغداد بتمثيل عربي متدن، لكن اللقاء يسجل أول زيارة لأمير الكويت إلى العراق منذ 1990م.
- في يوم 1 إلى 3 أبريل/نيسان: طارق الهاشمي يبدأ من قطر جولة عربية، والدوحة ترفض مطالب نوري المالكي بتسليمه.

### 1436 هـ،2015م
- في 9 أغسطس 2015 أعلن الرئيس حيدر العبادي عن مجموعة قرارات وإصلاحات أبرزها إلغاء مناصب نواب رئيس الجمهورية (نوري المالكي وأسامة النجيفي وإياد علاوي) ونواب رئيس مجلس الوزراء (بهاء الأعرجي وصالح المطلك وروز نوري شاويس) في استجابة للاحتجاجات الشعبية الأخيرة، وأقر مجلس الوزراء العراقي القرارات التي أصدرها.[13]

## وصلات خارجية
- جمهرة المراجع البغدادية
- صور بغداد قبل 50 سنة